# NBA
La National Basketball Association, comunemente nota come NBA è una lega di pallacanestro professionistica del Nord America. La lega è composta da 30 squadre (di cui 29 negli Stati Uniti e 1 in Canada) ed è una delle principali leghe sportive professionistiche negli Stati Uniti e in Canada. È il campionato di pallacanestro professionistico maschile più importante del mondo. 
Venne fondata a New York il 6 giugno 1946 come Basketball Association of America (BAA). Il 3 agosto 1949 la lega adottò il nome di National Basketball Association a seguito della sua fusione con la lega rivale National Basketball League (NBL). Nel 1976, l'NBA e l'American Basketball Association (ABA) si fusero, aggiungendo quattro franchigie all'NBA. La stagione regolare della NBA va da ottobre ad aprile, con ogni squadra che gioca 82 partite. Il torneo playoff della lega si estende fino a giugno. A partire dal 2020, i giocatori NBA sono gli atleti più pagati al mondo per stipendio medio annuo per giocatore.
Il quartier generale della NBA si trovava, e si trova ancora oggi, nella Olympic Tower al 645 della Fifth Avenue a New York. La NBA Entertainment e gli studi della NBA TV sono ubicati invece a Secaucus, New Jersey. Il suo logo, icona nota in tutto il mondo, fu disegnato da Alan Siegel e rappresenta la silhouette di Jerry West mentre, in una posizione atletica, effettua una penetrazione. Il logo è rimasto invariato dal 1971.

## Storia

### Anni cinquanta: l'integrazione razziale e i 24 secondi

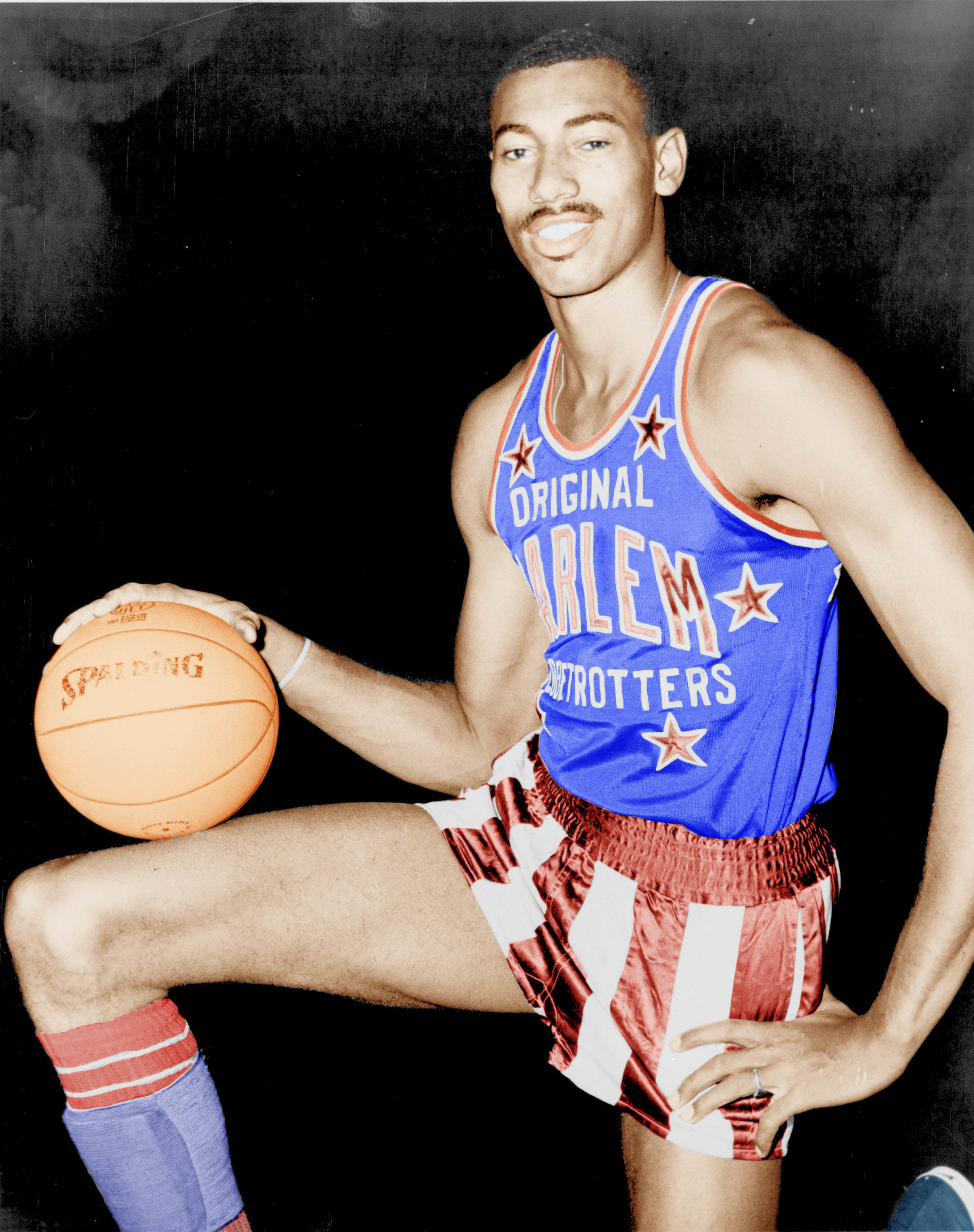
Wilt Chamberlain

Negli Stati Uniti del secondo dopoguerra, in cui dominava incontrastata la segregazione razziale, la NBA si pose all'avanguardia del cambiamento quando, già nel 1950, fece esordire i primi giocatori afroamericani: Chuck Cooper con i Boston Celtics, Nat "Sweetwater" Clifton con i New York Knicks, ed Earl Lloyd con i Washington Capitols.
Nella stagione 1947-48 il nippo-americano Wataru Misaka era stato il primo non caucasico a scendere in campo per la lega, sia pure per solo 3 partite, con i New York Knicks, ma fu solo con l'ingresso degli afroamericani che infranse la barriera razziale; oltre mezzo secolo dopo, la NBA ha aperto la stagione 2014-15 con un record di 101 giocatori stranieri, provenienti da 37 paesi diversi, e con un'assoluta maggioranza di afroamericani tra gli statunitensi.
Negli anni '50 i Minneapolis Lakers, capitanati dal centro George Mikan, vinsero cinque campionati e divennero la prima dinastia della lega.

Nel 1954, per velocizzare e rendere più spettacolare il gioco, penalizzato da azioni di durata infinita e partite con punteggi bassissimi, fu introdotta la regola dei 24 secondi per tirare a canestro.

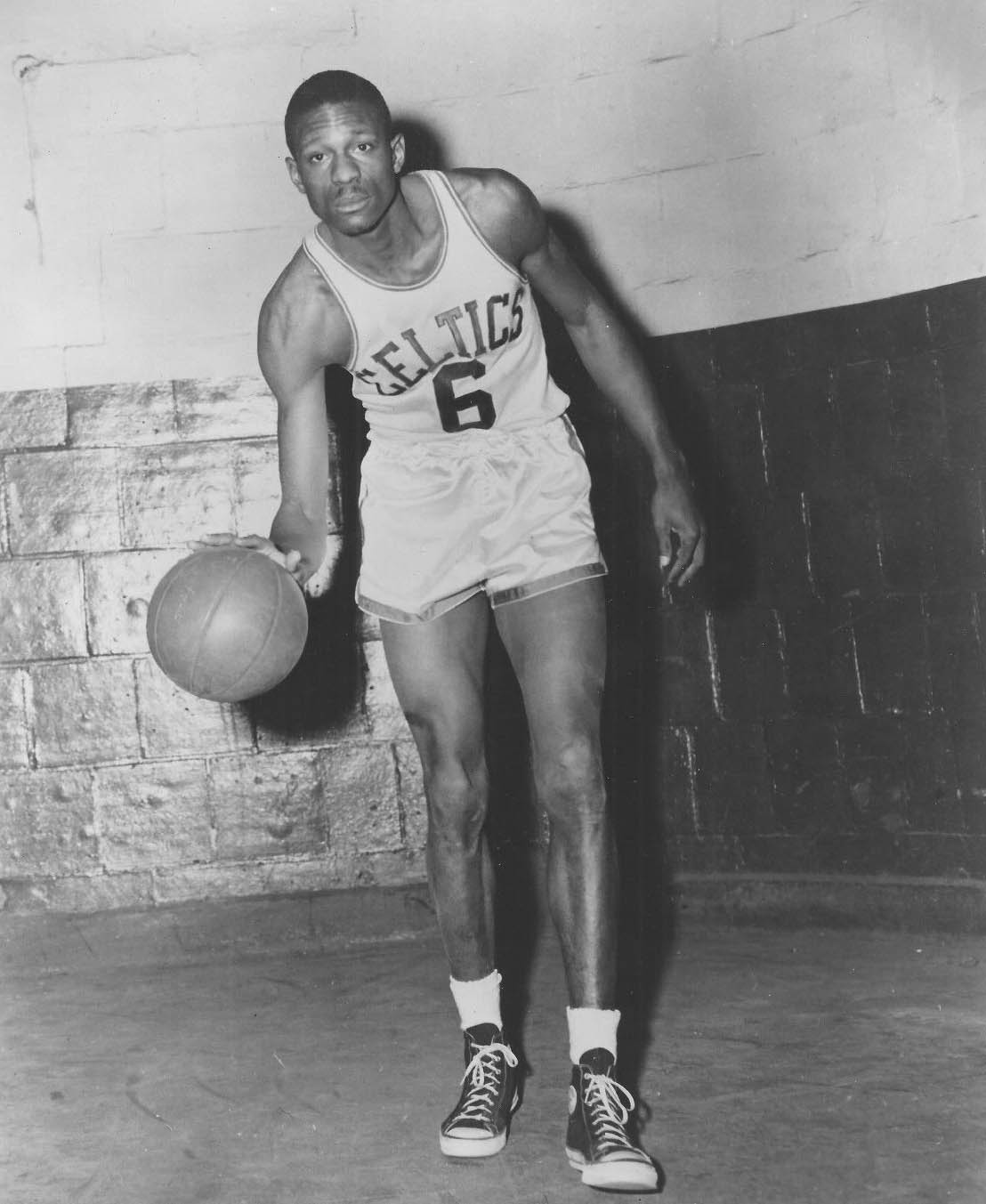
Bill Russell, vincitore di undici titoli

Nel 1956 il centro Bill Russell arrivò ai Boston Celtics, allenati da Red Auerbach e forte di giocatori del calibro di Bob Cousy, Tom Heinsohn e Sam Jones, ne divenne il leader, guidandoli a undici titoli in tredici stagioni.
Il centro Wilt Chamberlain entrò nella lega nel 1959, e ne fu la stella dominante per tutto il decennio successivo, segnando il record di punti (100, il 2 marzo 1962) e di rimbalzi (55) in una sola partita ancora imbattuto.
Quella tra Russell e Chamberlain costituì una delle più grandi rivalità individuali nella storia dello sport professionistico americano e mondiale.

### Anni sessanta: la dinastia dei Celtics e la rivalità con la ABA
In questo periodo la NBA continuò a rafforzarsi con lo spostamento dei Minneapolis Lakers a Los Angeles nel 1960, i Philadelphia Warriors a San Francisco nel 1962, i Syracuse Nationals a Filadelfia nel 1963 diventando i Philadelphia 76ers e i St. Louis Hawks ad Atlanta nel 1968, come anche con l'aggiunta del primo expansion team nel 1961 i Chicago Packers (oggi Washington Wizards).
Nel 1967, la lega affrontò una nuova minaccia esterna con la formazione della American Basketball Association che nella sua prima stagione contava 11 squadre, spingendo l'NBA fino ad allora restia ad aumentare il numero di franchigie presenti nella lega, in un primo momento a 12 squadre e poi pochi anni dopo a 17: dopo i Chicago Bulls nel 1966, nel 1967 si aggiunsero anche i Seattle SuperSonics (prima squadra del nord-ovest degli Stati Uniti) e i San Diego Rockets (dal 1971 Houston Rockets), nel 1968 i Milwaukee Bucks e i Phoenix Suns e nel 1970 i Portland Trail Blazers, i Cleveland Cavaliers e i Buffalo Braves (squadra poi trasferita a ovest dal 1978 come San Diego Clippers, e dal 1984 come Los Angeles Clippers).
Dal 1970 l'NBA divise le squadre in due Conference, ognuna delle quali composte da due Division, e con l'aggiunta dei New Orleans Jazz nel 1974, arrivò ad essere composta da 18 squadre.
Le due leghe entrarono in seria competizione. La NBA attirò a sé la più importante star del college di quell'epoca, il centro Kareem Abdul-Jabbar (precedentemente conosciuto come Lew Alcindor), preferendola alla ricca offerta presentata dai New York Nets in ABA; Kareem insieme a Oscar Robertson guidò i Milwaukee Bucks al titolo nel suo secondo anno da professionista e al terzo anno della franchigia nella lega; nel 1975 Jabbar passò ai Los Angeles Lakers, con i quali vincerà altri cinque titoli NBA da protagonista.
Il conflitto tra le due leghe era talmente grande che quando il miglior realizzatore dell'NBA, Rick Barry scelse di andare a giocare nell'ABA agli Oakland Oaks fu un vero scandalo, e le squadre NBA fecero ricorso ai tribunali per impedirlo ottenendo di fermare giocatori per intere stagioni come successe a Barry nella stagione 1967-1968, a Zelmo Beaty nella stagione 1969-1970 con gli Utah Stars, e a Wilt Chamberlain nella stagione 1973-1974, che aveva firmato un contratto da giocatore-allenatore con i San Diego Conquistadors e a cui fu proibito dal giudice di giocare ma non di allenare.

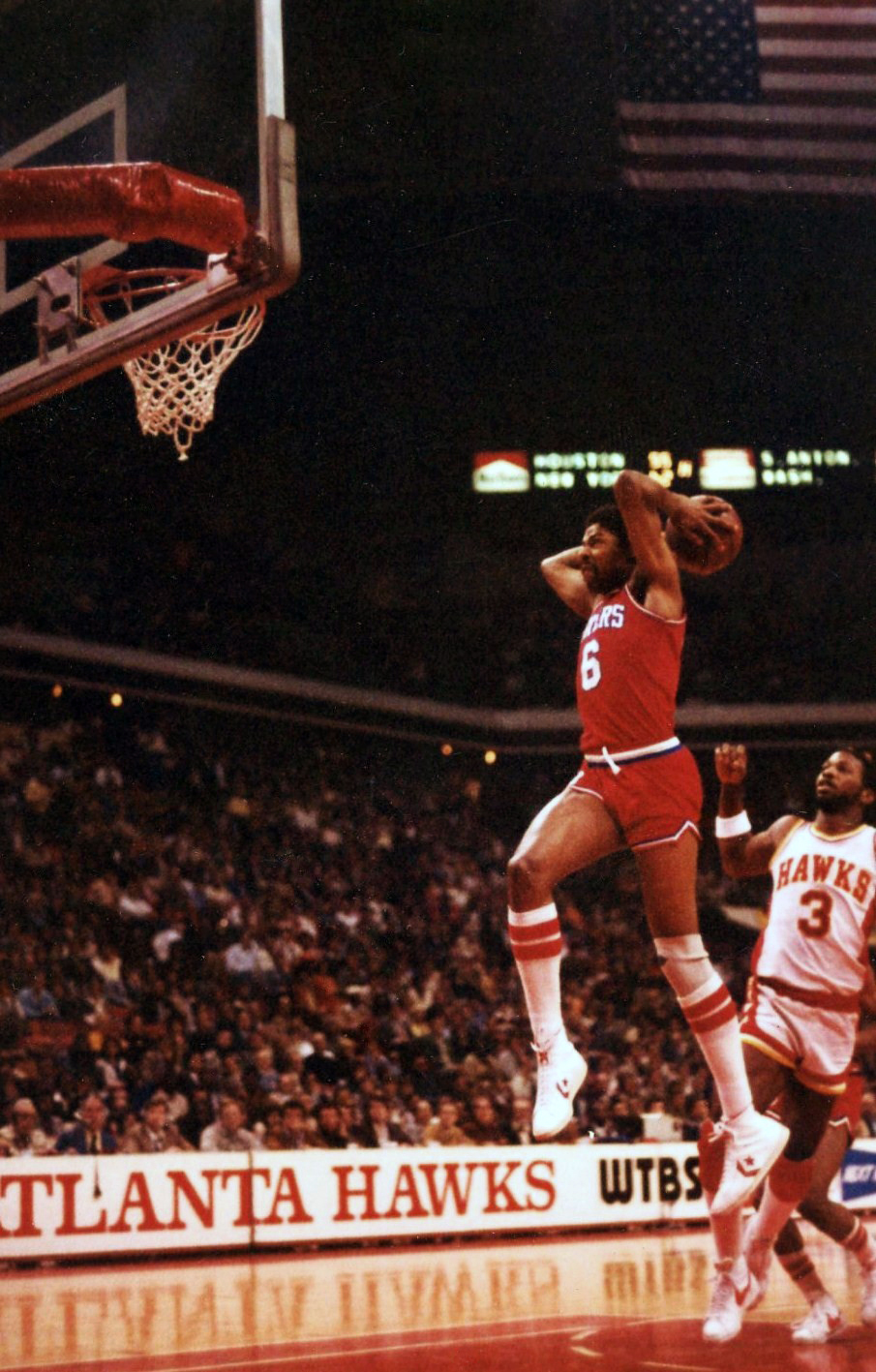
Julius Erving simbolo dell'ABA, uno dei giocatori più spettacolari ed amati dal pubblico di sempre

Nel 1972 firmò con i Carolina Cougars in ABA anche Billy Cunningham, che diversamente dai suoi colleghi poté giocare da subito senza doversi fermare per un'intera stagione, e passarono in ABA anche quattro arbitri veterani: Norm Drucker, Earl Strom, John Vanak, e Joe Gushue.
In questi anni altri grandi giocatori e futuri Hall of Famer faranno il percorso inverso passando dall'ABA all'NBA come il leggendario Connie Hawkins che nel 1969 passò dai Minnesota Pipers ai Phoenix Suns, Spencer Haywood nel 1971 dai Denver Rockets ai Seattle SuperSonics diventando a seguito della sentenza della Corte Suprema il primo giocatore a poter giocare in ABA e NBA senza dover aspettare i quattro anni universitari previsti dal regolamento delle due leghe, e nel 1972 Charlie Scott passato dai Virginia Squires ai Phoenix Suns.

### Anni settanta: l'accordo con la ABA ed espansione a 22 squadre
L'American Basketball Association continuò a migliorare ingaggiando un grande numero di talenti e star che in seguito alla fusione fra le due leghe faranno la fortuna anche dell'NBA, tra cui: Julius Erving, Artis Gilmore, George Gervin, Dan Issel, George McGinnis, Moses Malone, David Thompson, Bobby Jones e Maurice Lucas.
A differenza di quanto accadde in altre fusioni tra leghe nello sport professionistico americano, come quella fra AFL e NFL, e come già era successo nella fusione con la NBL, l'NBA non riconobbe le statistiche delle squadre e dei giocatori ABA nel conteggio ufficiale della lega, compresi i titoli vinti, e tuttora continua a non tenerne conto.
L'NBA si espanse molto durante questo periodo, con l'obiettivo di raggiungere i mercati delle grandi città anche sfruttando il lavoro fatto dalle squadre ABA in stati dove non erano presenti squadre NBA ma dove ne sorgeranno successivamente, come nel sud: Texas, Florida, Tennessee, Louisiana, Carolina del Nord oltre a Utah, Indiana e Colorado. Dopo la stagione 1976, le due leghe raggiunsero un accordo che consisteva nel passaggio di quattro franchigie ABA in NBA (e di praticamente tutti i migliori giocatori ABA anche attraverso un dispersal draft): i New York Nets (divenuti poi New Jersey Nets e in seguito i Brooklyn Nets), i Denver Nuggets, gli Indiana Pacers ed i San Antonio Spurs, portarono il numero totale delle squadre nell'NBA post-fusione a 22 squadre.
Inoltre la lega introdusse l'innovativa regola usata in ABA dal 1967, del tiro da tre punti, nel 1979. Quello stesso anno, i rookie Larry Bird e Magic Johnson arrivarono rispettivamente ai Boston Celtics e ai Los Angeles Lakers, contribuendo ad un periodo di significativa crescita per la lega e per il gioco della pallacanestro stessa, senza tralasciare il nuovo crescente interesse per i fan nei confronti della NBA, negli Stati Uniti d'America e nel mondo. Bird guidò i Celtics a tre titoli, mentre Johnson fu protagonista con i Lakers di cinque titoli.

### Anni ottanta: i Celtics, i Lakers, e l'arrivo di Michael Jordan
Gli anni ottanta furono per la NBA un decennio di grande espansione anche oltre i confini degli Stati Uniti. I suoi giocatori simbolo, come Larry Bird, Magic Johnson, Julius Erving, Kareem Abdul-Jabbar sono conosciuti ormai in tutto il mondo.

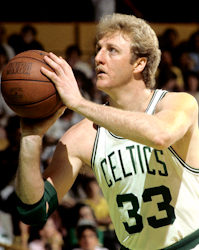
Larry Bird, icona dei Boston Celtics

In questi anni i Boston Celtics di Larry Bird e i Los Angeles Lakers di Magic Johnson, che vinsero complessivamente 8 titoli, diedero vita a una delle rivalità più accese nella storia della NBA.
Ma un altro punto di svolta storico per la lega può essere considerato prima la nomina a commissioner di David Stern il 1º Febbraio 1984 e poi il Draft NBA del 1984, quando vennero scelti giocatori che hanno fatto la storia come Hakeem Olajuwon, John Stockton, Charles Barkley e Michael Jordan scelto dai Chicago Bulls con la terza scelta assoluta, che dalla fine degli anni ottanta e in quasi tutti gli anni novanta rivoluzionò il gioco e l'idea stessa di star sportiva, diventando uomo simbolo della lega fino ad essere considerato, ad oggi, il miglior giocatore di tutti i tempi per acclamazione.
L'entrata nella lega dei Dallas Mavericks nel 1980, dei Miami Heat e degli Charlotte Hornets nel 1988, degli Orlando Magic e dei Minnesota Timberwolves nel 1989, portò il numero delle squadre a 27.
L'NBA, dopo averlo sperimentato 10 anni prima nella stagione 1978-1979, dalla stagione 1988-1989 passa da due a tre arbitri in ogni partita della lega che verrà disputata da lì in avanti.

### Anni novanta: globalizzazione
Dopo le partite d'esibizione disputate dai campioni NBA dei Washington Bullets nel 1978 in Israele e nel 1979 in Cina e Filippine contro squadre locali, nel 1984 vennero disputate altre gare in Europa: i Seattle Supersonics allenati da Lenny Wilkens giocarono partite in Italia (contro la Pallacanestro Treviso), Germania Ovest e Svizzera; a Settembre i New Jersey Nets e i Phoenix Suns giocarono il 1° Open Italiano di basket contro l'Olimpia Milano, Varese e la Virtus Bologna, mentre nel 1985 gli Atlanta Hawks furono la prima squadra a disputare partite in Unione Sovietica a Tbilisi, Vilnius e Mosca.

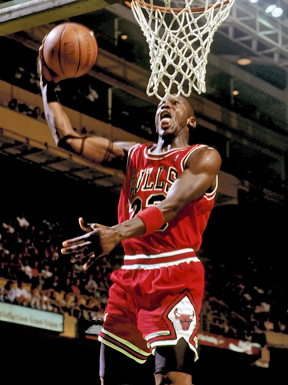
Michael Jordan, con la maglia dei Chicago Bulls, ha vinto negli anni '90 6 anelli NBA e 5 titoli MVP

Nel 1987 venne istituita la McDonald's Open una competizione disputata ad Ottobre dal 1987 al 1991 annualmente, e dal 1991 al 1999 ogni due anni inizialmente fra squadre che comprendevano una squadra NBA (dal 1995 in poi i campioni NBA), una o più squadra europee e una squadra del blocco comunista, per poi nelle ultime edizioni includere anche squadre provenienti dal Sudamerica, dall'Oceania e dall'Asia.
La globalizzazione della lega aumentò negli anni novanta: oltre a disputare sempre più partite di preseason in località comprendenti principalmente città europee, oltre a Messico Porto Rico e Bahamas, si cominciarono a disputare all'estero anche alcune partite della stagione regolare.
Le prime partite di regular season NBA disputate fuori dagli Stati Uniti si svolsero in Giappone a Novembre fra squadre della Western Conference: nel 1990 a Tokyo fra Phoenix Suns e Utah Jazz, a Yokohama nel 1992 e nel 1994 rispettivamente fra Seattle Supersonics e Houston Rockets e fra Los Angeles Clippers e Portland Trail Blazers, ancora a Tokyo nel 1999 fra Minnesota Timberwolves e Sacramento Kings e nel 2003 a Saitama fra Seattle Supersonics e Los Angeles Clippers.
Venne disputata una partita di regular season anche a Città del Messico il 7 Dicembre 1997 fra Houston Rockets e Dallas Mavericks.
Il Dream Team del torneo olimpico di pallacanestro delle Olimpiadi di Barcellona 1992, la prima con giocatori professionisti NBA, includeva star del calibro di Michael Jordan, Charles Barkley, Larry Bird, e Magic Johnson. 
Un crescente numero di giocatori NBA inoltre iniziò ad arrivare da altri paesi. Inizialmente, alcuni di questi giocatori, come per esempio l'MVP del 1994 Hakeem Olajuwon della Nigeria, prima giocarono nella NCAA per crescere cestisticamente.
Il decennio inizia con il secondo trionfo consecutivo dei Bad Boys, ovvero dei Detroit Pistons. Dal 1991 al 1993 la lega sarà dominata dai Chicago Bulls di Michael Jordan e Scottie Pippen allenati da Phil Jackson. Grazie anche al ritiro di Jordan nel 1993 (tornerà nel marzo 1995 non riuscendo stavolta a portare i Bulls alle Finals) gli Houston Rockets, guidati da Hakeem Olajuwon, vincono per due anni di fila il titolo, nel 1994 contro i Knicks di Pat Ewing e John Starks e nel 1995 contro la nuova franchigia degli Orlando Magic della nascente star Shaquille O'Neal. 
Nel 1994 l'NBA decise di ridurre la distanza della linea del tiro da tre punti a 6,75 metri, che mantenne per tre stagioni fino al 1997, quando tornò a 7,25 metri.
Nella stagione 1995-1996, il numero delle squadre della lega arrivò a 29: con la prima espansione della NBA in Canada, nacquero i Toronto Raptors ed i Vancouver Grizzlies (dal 2001 diventeranno i Memphis Grizzlies).
Il ritorno di MJ, oltre all'acquisto di Dennis Rodman, ridanno linfa ai Bulls che rivincono per tre anni di fila il titolo NBA (secondo three-peat nel giro di 8 anni). Questi titoli sono più combattuti dei precedenti, in quanto i Bulls affrontano nel 1996 i Seattle SuperSonics e nei due anni successivi i potentissimi Utah Jazz di John Stockton e del "postino" (The Mailman) Karl Malone. 
Nel 1996 la NBA creò una lega professionistica per donne, la Women's National Basketball Association.
Nella stagione 1998-1999, i proprietari NBA iniziarono un lockout che finì dopo 192 giorni il 18 gennaio 1999. Come risultato di questo lockout la stagione 1998-1999 fu ridotta da 82 partite a 50. Quella stagione terminerà con la vittoria dei San Antonio Spurs guidati dalle "twin towers" David Robinson e Tim Duncan, i quali consegnano il primo titolo della storia agli speroni texani, e il primo di una squadra proveniente dall'ABA.

### Anni 2000: l’espansione a 30 franchigie
Un numero sempre crescente dei migliori giocatori internazionali continua oggi ad arrivare a giocare nella NBA come per esempio il Rookie of the Year del 2002 e l'MVP del Mondiale 2006 Pau Gasol della Spagna, la prima scelta del Draft NBA del 2002 Yao Ming della Cina, l'MVP del Mondiale 2002 di EuroBasket 2005 ed MVP della NBA nel 2007 Dirk Nowitzki della Germania, e l'MVP dei Giochi olimpici di Atene 2004 Emanuel Ginóbili dell'Argentina.
Dal 2000 due squadre si sono distinte sopra le altre dividendosi sei titoli fino al 2007: i Los Angeles Lakers guidati da Phil Jackson e da Kobe Bryant, campioni nel 2000, 2001, 2002, 2009 e 2010 e i San Antonio Spurs di Gregg Popovich e Tim Duncan, nel 2003, 2005 e 2007. La franchigia di Los Angeles inizia il nuovo millennio subito col titolo NBA, dopo aver battuto gli Indiana Pacers per 4-2 guidati da Shaquille O'Neal. L'anno successivo, i Lakers, si riconfermano battendo i Philadelphia 76ers di Allen Iverson per 4-1, e l'anno successivo completano il Three-peat contro i New Jersey Nets, guidati da Jason Kidd, per 4-0. Per tutt'e tre gli anni O'Neal è stato eletto MVP delle Finals.
Dalla stagione 2001-2002 venne tolto ufficialmente il divieto di difendere a zona in vigore da più di 50 anni in NBA, dal 1947, introducendo contemporaneamente la regola dei tre secondi difensivi.
Gli anni successivi sono dominati dai San Antonio Spurs di Tim Duncan, Emanuel Ginóbili e Tony Parker, che vincono il titolo prima nel 2003 battendo i New Jersey Nets per 4-2, poi nel 2005 contro i Detroit Pistons e infine nel 2007 contro i Cleveland Cavaliers di un giovane LeBron James battuti per 4-0. Nel mezzo, nel 2003-2004 trionfano i Detroit Pistons di Richard Hamilton contro i Lakers che vantavano in squadra, oltre a Kobe e Shaq, Gary Payton e Karl Malone mentre la stagione 2005-2006 vede trionfare i Miami Heat di Dwyane Wade e Shaquille O'Neal sui Dallas Mavericks guidati da Nowitzki. Nel 2007 Tony Parker diventa il primo non americano a vincere il titolo di MVP delle Finals.
Ad oggi la NBA è trasmessa in 212 nazioni in 42 lingue. Nel 2001 fu creata una lega minore, la National Basketball Development League, oggi chiamata NBA Development League o National Gatorade League per ragioni di sponsor (G-League), atta a far crescere giocatori.
Nel 2004 la NBA raggiunge il numero di 30 franchigie, con la nascita dei Charlotte Bobcats, e continua a evolvere come una delle più importanti e meglio organizzate leghe sportive professionistiche del mondo.
Nel 2006 avviene un fatto molto importante per il basket europeo. La prima scelta assoluta del draft NBA del 2006 è infatti Andrea Bargnani, cestista italiano scelto dai Toronto Raptors. Bargnani è stato il primo giocatore europeo scelto con il nº 1 al draft.
Nel 2007 i Boston Celtics, con vari scambi ingaggiano la guardia Ray Allen e l'ala forte Kevin Garnett che si uniscono al già presente Paul Pierce per formare i nuovi "Big Three" con i quali i Celtics si riportano in vetta alla lega vincendo il titolo del 2008 contro i rivali di sempre i Los Angeles Lakers che durante la stagione regolare, in uno scambio con i Memphis Grizzlies, ottengono lo spagnolo Pau Gasol.
Nel 2008 la squadra dei Seattle SuperSonics guidata dalla giovane stella Kevin Durant venne trasferita dal nuovo proprietario Clayton Bennett a Oklahoma City, cambiando il nome in Oklahoma City Thunder, non senza feroci polemiche soprattutto da parte degli abitanti dell'Emerald City che si sentirono defraudati della squadra della loro città dall'ex proprietario Howard Schultz, Bennett e David Stern.
Per le stagioni 2009 e 2010 il titolo è questione dei Lakers che, guidati dall'MVP delle finali Kobe Bryant, vincono prima contro gli Orlando Magic di Dwight Howard e nel 2010 in rivincita contro i Celtics.

### Anni 2010: l’era dei superteam
Nell'estate del 2010, soprannominata "l'estate dei free agent", avviene la tanto attesa "decision". Il free agent più ambito, LeBron James, in diretta sull'emittente ESPN, dichiara che per la stagione 2010-2011 si unirà ai Miami Heat raggiungendo Dwyane Wade insieme a Chris Bosh, che lascia i Toronto Raptors nelle mani di Andrea Bargnani.
Il 4 e 5 marzo 2011 si svolsero le prime partite di sempre NBA di regular season in Europa alla 02 Arena di Londra fra New Jersey Nets e Toronto Raptors.
La stagione per gli Heat fatica a decollare e protagonisti sono i Chicago Bulls con la loro stella Derrick Rose che verrà nominato, a fine stagione, MVP della stagione regolare (il più giovane di sempre a vincere l’MVP). Comunque gli Heat raggiungono le NBA Finals contro i sorprendenti Dallas Mavericks forti dall'aver eliminato i campioni in carica, i Los Angeles Lakers. Nella rivincita delle Finals del 2006 (vinte dagli Heat) sono i Mavericks a spuntarla, vincendo così il loro primo titolo NBA.
Nel luglio 2011 scatta il secondo lockout della storia della NBA, poiché la lega e l'associazione dei giocatori non hanno trovato l'accordo sul rinnovo del contratto collettivo, volto al risparmio così come richiesto dai 30 proprietari. Durante questo periodo molti giocatori NBA, soprattutto europei, decidono di lasciare l'America per tornare a giocare nel vecchio continente, specialmente nel campionato turco. Deron Williams, giocatore dei New Jersey Nets, decide di giocare in Turchia con il Beşiktaş finché il lockout non avrà termine; Danilo Gallinari torna invece alla sua ex-squadra in Italia, l'Olimpia Milano, con la stessa formula. Anche altri giocatori di primissimo piano quali Dwyane Wade, Dirk Nowitzki, Kobe Bryant e Kevin Garnett hanno più volte dichiarato di avere l'intenzione di giocare in Europa se la stagione non si dovesse svolgere regolarmente. La stagione 2011-2012 ha poi preso il via il 25 dicembre con un numero ridotto di partite da disputare. Tuttavia per recuperare alcune delle giornate perse è stato introdotto il meccanismo del back-to-back-to-back che prevede che le squadre possano giocare consecutivamente anche per tre giorni di fila. LeBron James riesce a vincere per la terza volta il riconoscimento di MVP. Nei Playoffs 2012 gli Heat sconfiggono in finale gli Oklahoma City Thunder: dopo la vittoria dei Thunder in gara-1, gli Heat centrano 4 vittorie consecutive. Il titolo va così a Miami e LeBron James (eletto MVP delle finali) vince il suo primo campionato NBA.
L'anno successivo gli Heat riescono a vincere 27 gare consecutive, diventando così la seconda franchigia con la serie positiva più lunga della storia. La franchigia di Miami arriva prima in Regular season (66-16), e ai playoffs supera prima i Milwaukee Bucks (4-0), poi i Chicago Bulls orfani di Derrick Rose, e in finale di conference gli Indiana Pacers di Paul George e arriva alle finals contro i San Antonio Spurs. Questa per LeBron James è la rivincita del titolo del 2007, quand'era ancora a Cleveland, quando i Cavs vennero sconfitti 4-0. Miami e San Antonio danno il via a una combattutissima serie che giunge sino a gara 7, dove LeBron James, autore di una grande prestazione (37 punti e 12 rimbalzi), riesce a regalare il terzo titolo NBA alla franchigia della Florida, il secondo consecutivo. James inoltre verrà eletto MVP delle Finals.
Il 2014 vede arrivare in testa alla regular season i San Antonio Spurs ad Ovest, con un record di 62 vittorie e 20 sconfitte, mentre ad Est gli Indiana Pacers riescono a conquistare il primo posto con il record di 56-26. Il premio di MVP viene assegnato a Kevin Durant che con gli Oklahoma City Thunder vince la Northwest Division. Nei playoffs non ci sono grandissime sorprese: ad Est i Pacers e i gli Heat riescono ad arrivare in finale di conference, e Miami riesce a vincere 4-2 nonostante gli avversari avessero il fattore campo; ad ovest invece arrivano in finale gli Oklahoma City Thunder e i San Antonio Spurs, che riescono a superare i Thunder di Durant 4-2. In finale arrivano così le stesse squadre dell'anno prima, ma questa volta i San Antonio Spurs vincono senza problemi una serie che dura solo 5 partite; l'MVP delle finali è Kawhi Leonard.

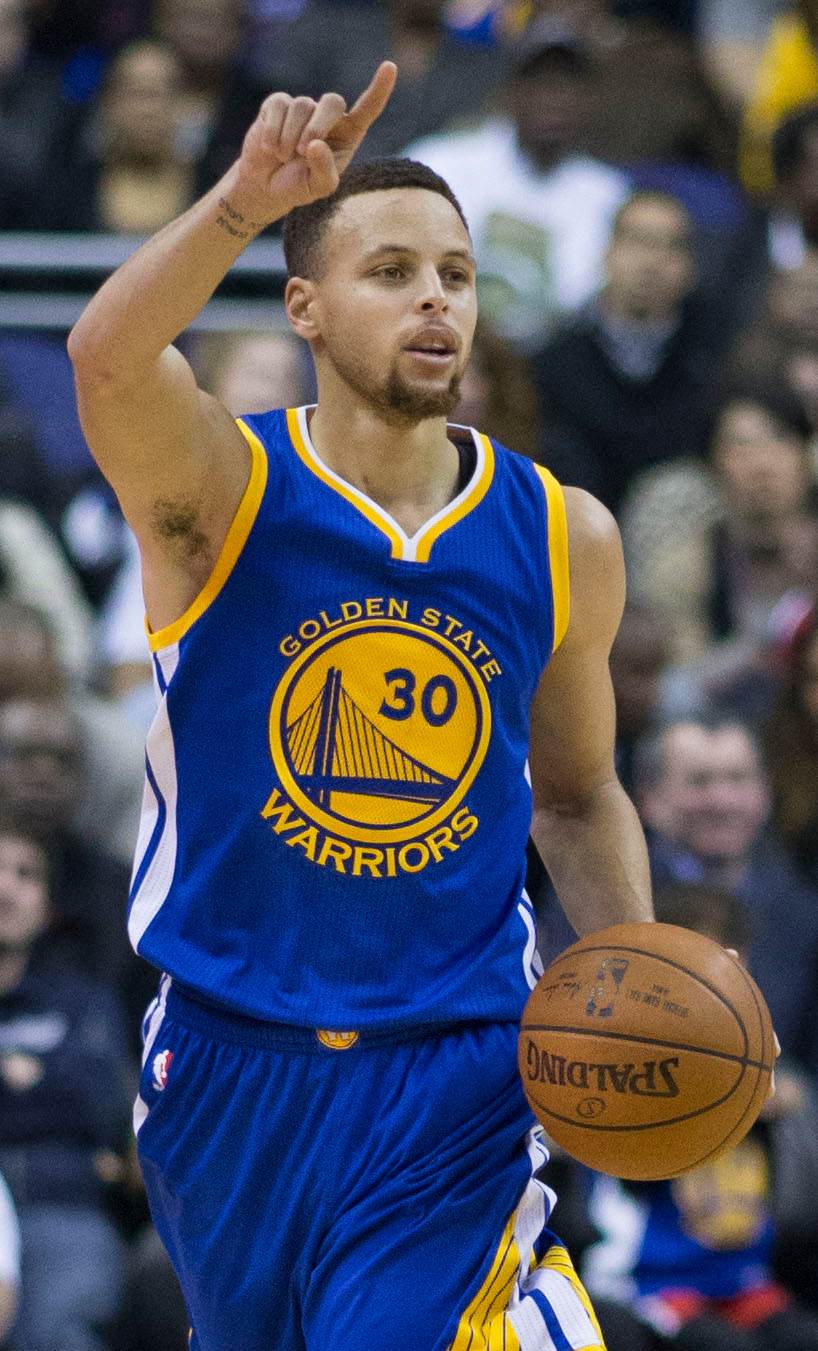
Stephen Curry, uomo franchigia dei Golden State Warriors e due volte MVP

Nel 2015 vincono il loro quarto titolo NBA i Golden State Warriors di Stephen Curry che sconfiggono i Cleveland Cavaliers di LeBron James in 6 partite. Da segnalare che in questa stagione i Los Angeles Lakers di Kobe Bryant registrano il peggior record nella storia della franchigia, ovvero 21 vittorie e 61 sconfitte.
La finale 2016 vede in campo nuovamente i Golden State Warriors del neoeletto MVP Stephen Curry, che in questa stagione vanno ad infrangere il record di vittorie in regular season detenuto dai Chicago Bulls di Michael Jordan (72), siglando 73 vittorie a fronte di 9 sconfitte di cui solo due in casa, ed i Cleveland Cavaliers di LeBron James, con questi ultimi che si impongono in gara 7, diventando i nuovi detentori dell'anello dopo essere stati sotto 3-1 nella serie, un risultato precedentemente mai recuperato nella storia delle NBA Finals.
Da segnalare, in questa stagione, i 60 punti di Kobe Bryant nella sua ultima partita in carriera e i ritiri di Tim Duncan e Kevin Garnett in estate, mentre Kevin Durant lascia gli Oklahoma City Thunder da free agent per unirsi ai Golden State Warriors.
L'8 gennaio 2017, per la prima volta nella storia della lega, viene trasmessa in diretta streaming una partita di regular season (Sacramento-Golden State), limitatamente all'India (paese d'origine del proprietario dei Kings, Vivek Ranadive), in concomitanza con un evento dedicato alla cultura indiana.
La stagione 2018-2019 vede l'eclatante passaggio di Lebron James ai Los Angeles Lakers, ma per la squadra californiana sarà un anno di ricostruzione e non si qualificherà nemmeno ai play-off. Il titolo viene vinto un po' a sorpresa dai Toronto Raptors che, sconfiggendo Golden State in finale, diventano la prima squadra canadese nella storia ad aggiudicarsi l'anello.
L'anno successivo, Kawhi Leonard, fresco di titolo con i Raptors, lascia i canadesi per approdare a Los Angeles sponda Clippers. I Lakers, a loro volta, ottengono con una trade dai Pelicans il lungo Anthony Davis. Kevin Durant, invece, lascia i Warriors e la Western Conference per andare ai Brooklyn Nets, insieme a Kyrie Irving, che lascia i Boston Celtics dopo due stagioni deludenti. Gli Oklahoma City Thunder rivoluzionano la squadra: oltre alla partenza di Paul George che affianca Kawhi Leonard ai Clippers, anche la bandiera Russell Westbrook saluta, andando agli Houston Rockets dal vecchio compagno di squadra James Harden. I Thunder ricevono in cambio il playmaker Chris Paul, le scelte al primo giro del 2024 e 2026, e due pick swaps nel 2021 e nel 2025. La stagione 2019-2020, iniziata il 19 ottobre, viene improvvisamente sospesa il 12 marzo 2020, quando viene segnalata prima della partita Utah Jazz - Oklahoma City Thunder la positività al COVID-19 del centro francese Rudy Gobert. Da quel momento e per sei mesi l’NBA non giocò più le partite a causa della pandemia. 
Il 31 luglio 2020, il commissioner Adam Silver, in accordo con i proprietari delle 30 franchigie, decide di riprendere la stagione in campo neutro nella bolla di Orlando al Disney World Resort; hanno preso parte alla ripartenza 22 squadre (vennero escluse le 4 squadre a est e le 4 a ovest che non avrebbero potuto raggiungere i playoff), le quali hanno giocato in totale 88 partite di regular season, 8 per ciascun team, definendo così la classifica finale e permettendo alle squadre di superare la quota minima di 70 partite. Questa stagione è stata la prima nella storia della NBA a introdurre il sistema del play-in. Nel caso in cui, infatti, ottava e nona classificata a est e a ovest avessero terminato la regular season con un distacco uguale o inferiore alle 4 vittorie, le squadre si sarebbero giocate l'ultimo posto ai playoff. Da questi particolari playoff, ne uscirono vincitori i Los Angeles Lakers di Lebron James e Anthony Davis che si imposero per 4-2 sui Miami Heat di Jimmy Butler.

### Anni 2020
Nella offseason 2020, si ha un importante valzer delle panchine, con Doc Rivers che rescinde il contratto con i Los Angeles Clippers, per accasarsi ai Philadelphia 76ers, e venendo così sostituito da Tyronn Lue, vincitore da head coach del primo storico titolo dei Cleveland Cavaliers nel 2016 e con i New York Knicks che tentano il colpo da 90 ingaggiando Tom Thibodeau; dal lato giocatori invece da segnalare i trasferimenti di Chris Paul ai Phoenix Suns (via trade con gli Oklahoma City Thunder), di Russell Westbrook agli Wizards (via trade), di Serge Ibaka ai Clippers, di Marc Gasol ai Lakers, di Jrue Holiday ai Milwaukee Bucks e di Gordon Hayward agli Charlotte Hornets, ma soprattutto gli importanti rinnovi di Anthony Davis con i Lakers e di Brandon Ingram con i New Orleans Pelicans.

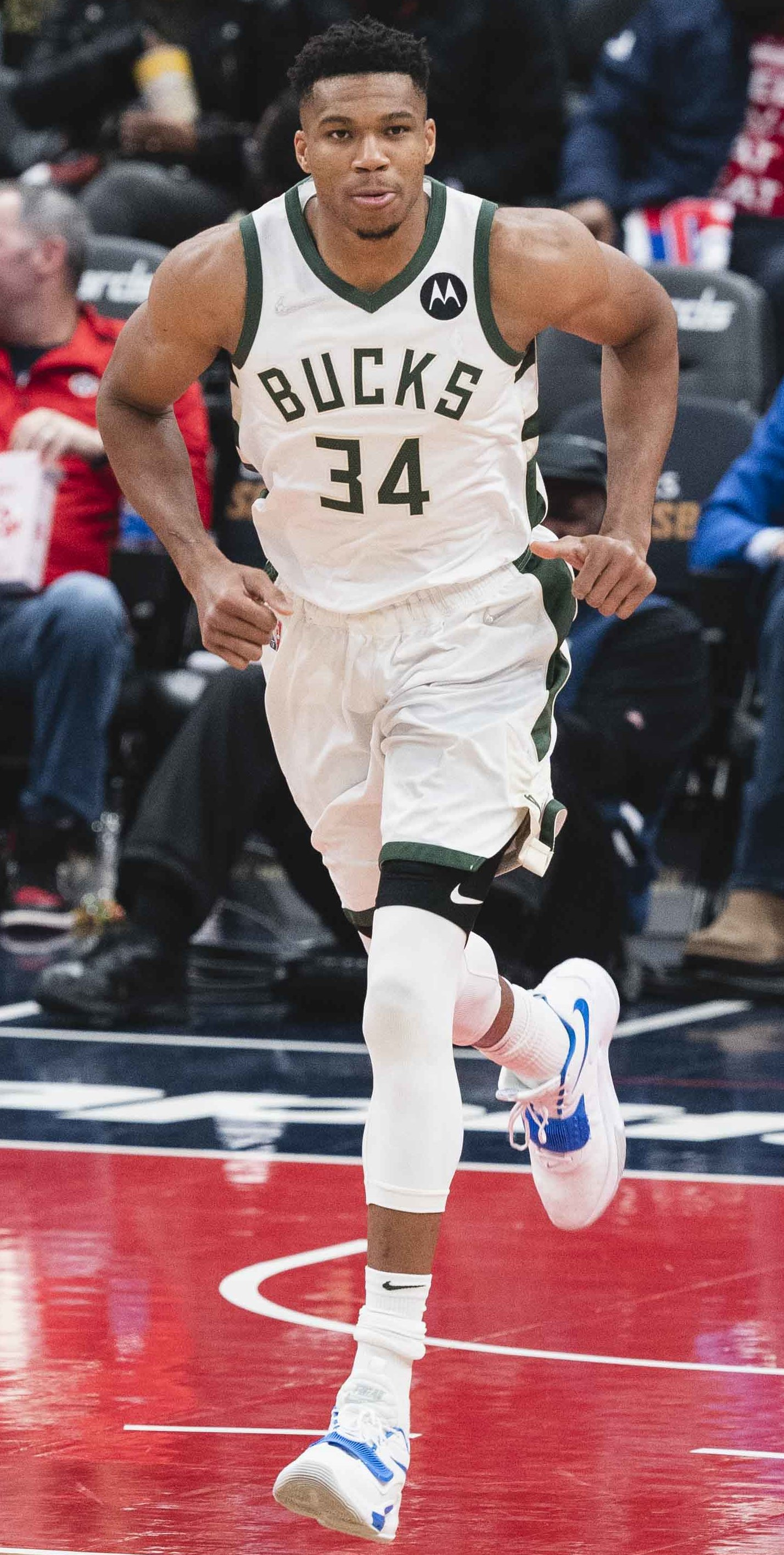
Giannis Antetokounmpo, soprannominato The Greek Freak, due volte MVP della NBA e trascinatore dei Milwaukee Bucks al secondo titolo NBA del 2021

A causa del posticipo della postseason della stagione precedente, la lega fu costretta ad accorciare il numero di partite da 82 a 72 e a far slittare l’inizio della stagione regolare al 22 dicembre 2020; questa si è conclusa il 16 maggio 2021 e ha visto detenere il migliore record agli Utah Jazz, i quali però perderanno per 4-2 ai playoff nelle semifinali di conference dai Los Angeles Clippers; il titolo viene assegnato, dopo una serie equilibrata contro i Phoenix Suns, ai Milwaukee Bucks di Giannis Antetokounmpo, che vinceranno il loro secondo titolo NBA a distanza di 50 anni dal primo, vinto grazie alla coppia Robertson-Abdul Jabbar nel 1971.
La stagione successiva 2021-2022 vede due trasferimenti importanti, quello di Kyle Lowry dai Raptors ai Miami Heat, ma soprattutto il passaggio di DeMar DeRozan dai San Antonio Spurs ai Chicago Bulls; da segnalare, inoltre, quella che sembra essere la creazione di un vero e proprio superteam da parte dei Los Angeles Lakers, con le acquisizioni di Malik Monk, Russell Westbrook, Carmelo Anthony, Dwight Howard e Trevor Ariza oltre ai già presenti Lebron James e Anthony Davis; ironia della sorte, i gialloviola non arriveranno nemmeno ai playoff, sfiorando i play-in e concludendo all’undicesimo posto la regular season, la quale vedrà i Phoenix Suns primeggiare con il miglior record della lega. 
I playoff vedono arrivare in finale i Golden State Warriors, che tornano a brillare dopo un paio di stagioni in cui avevano fatto fatica in post-season, e i Boston Celtics che dopo 10 anni tornano sul palcoscenico più importante di tutti e che hanno dimostrato nelle varie serie un’ottima solidità tra i vari elementi tra cui il trio Jayson Tatum, Jaylen Brown e Marcus Smart e con l’aggiunta di Al Horford in forma scintillante; le Finals vedono però aggiudicarsi, con il risultato di 4-2, l’anello alla franchigia della baia, che conquista il suo quarto titolo in 8 anni con Stephen Curry, MVP delle finali;

## Le squadre
La National Basketball Association fu fondata nel 1946 come BAA, ed era composta da 11 squadre divise in due Division: la Eastern Division e la Western Division. Successivamente, ci furono espansioni, riduzioni, rilocazioni e fusioni (nel 1949 con la NBL e nel 1976 con l'ABA) fino ad arrivare alle 30 squadre attuali (29 delle quali statunitensi e una canadese).
La lega a partire dal 1970 divide le squadre in due conference, e attualmente ognuna delle conference ha tre division, e ogni division ha cinque squadre. L'attuale suddivisione è stata introdotta dalla stagione 2004-05 quando a seguito della soppressione della Midwest Division nella Western Conference vennero create la Northwest Division e la Southwest Division, mentre nella Eastern Conference venne aggiunta la Southeast Division.
Dal 1970 al 2004 le Division erano due nella Eastern Conference, ovvero la Atlantic Division e la Central Division, e due nella Western Conference, ovvero la Midwest Division e la Pacific Division.
| Division           | Squadra                | Città, Stato                 | Arena                      | Capacità           | Fondazione         | Ingresso nella NBA | Allenatore         |                    |
| Eastern Conference | Eastern Conference     | Eastern Conference           | Eastern Conference         | Eastern Conference | Eastern Conference | Eastern Conference | Eastern Conference | Eastern Conference |
| ------------------ | ---------------------- | ---------------------------- | -------------------------- | ------------------ | ------------------ | ------------------ | ------------------ | ------------------ |
| Atlantic           | Boston Celtics         | Boston, Massachusetts        | TD Garden                  | 19 156             | 1946               | 1946               | Joe Mazzulla       |                    |
| Atlantic           | Brooklyn Nets          | New York City, New York      | Barclays Center            | 17 732             | 1967*              | 1976               | Jordi Fernández    |                    |
| Atlantic           | New York Knicks        | New York City, New York      | Madison Square Garden      | 19 812             | 1946               | 1946               |                    |                    |
| Atlantic           | Philadelphia 76ers     | Filadelfia, Pennsylvania     | Wells Fargo Center         | 21 116             | 1946*              | 1949               | Nick Nurse         |                    |
| Atlantic           | Toronto Raptors        | Toronto, Ontario             | Scotiabank Arena           | 19 800             | 1995               | 1995               | Darko Rajaković    |                    |
| Central            | Chicago Bulls          | Chicago, Illinois            | United Center              | 20 917             | 1966               | 1966               | Billy Donovan      |                    |
| Central            | Cleveland Cavaliers    | Cleveland, Ohio              | Rocket Mortgage FieldHouse | 19 432             | 1970               | 1970               | Kenny Atkinson     |                    |
| Central            | Detroit Pistons        | Detroit, Michigan            | Little Caesars Arena       | 20 332             | 1941*              | 1948               | J.B. Bickerstaff   |                    |
| Central            | Indiana Pacers         | Indianapolis, Indiana        | Gainbridge FieldHouse      | 17 923             | 1967               | 1976               | Rick Carlisle      |                    |
| Central            | Milwaukee Bucks        | Milwaukee, Wisconsin         | Fiserv Forum               | 17 500             | 1968               | 1968               | Doc Rivers         |                    |
| Southeast          | Atlanta Hawks          | Atlanta, Georgia             | State Farm Arena           | 16 600             | 1946*              | 1949               | Quin Snyder        |                    |
| Southeast          | Charlotte Hornets      | Charlotte, Carolina del Nord | Spectrum Center            | 19 077             | 1988*              | 1988*              | Charles Lee        |                    |
| Southeast          | Miami Heat             | Miami, Florida               | Kaseya Center              | 19 600             | 1988               | 1988               | Erik Spoelstra     |                    |
| Southeast          | Orlando Magic          | Orlando, Florida             | Kia Center                 | 18 846             | 1989               | 1989               | Jamahl Mosley      |                    |
| Southeast          | Washington Wizards     | Washington, D.C.             | Capital One Arena          | 20 356             | 1961*              | 1961*              | Brian Keefe        |                    |
| Western Conference |                        |                              |                            |                    |                    |                    |                    |                    |
| Northwest          | Denver Nuggets         | Denver, Colorado             | Ball Arena                 | 19 520             | 1967               | 1976               | David Adelman      |                    |
| Northwest          | Minnesota Timberwolves | Minneapolis, Minnesota       | Target Center              | 18 798             | 1989               | 1989               | Chris Finch        |                    |
| Northwest          | Oklahoma City Thunder  | Oklahoma City, Oklahoma      | Paycom Center              | 18 203             | 1967*              | 1967*              | Mark Daigneault    |                    |
| Northwest          | Portland Trail Blazers | Portland, Oregon             | Moda Center                | 19 393             | 1970               | 1970               | Chauncey Billups   |                    |
| Northwest          | Utah Jazz              | Salt Lake City, Utah         | Vivint Arena               | 18 306             | 1974*              | 1974*              | Will Hardy         |                    |
| Pacific            | Golden State Warriors  | San Francisco, California    | Chase Center               | 18 064             | 1946*              | 1946*              | Steve Kerr         |                    |
| Pacific            | Los Angeles Clippers   | Los Angeles, California      | Intuit Dome                | 18 000             | 1970*              | 1970*              | Tyronn Lue         |                    |
| Pacific            | Los Angeles Lakers     | Los Angeles, California      | Crypto.com Arena           | 19 079             | 1947*              | 1948               | J.J. Redick        |                    |
| Pacific            | Phoenix Suns           | Phoenix, Arizona             | Footprint Center           | 17 071             | 1968               | 1968               | Mike Budenholzer   |                    |
| Pacific            | Sacramento Kings       | Sacramento, California       | Golden 1 Center            | 17 608             | 1923*              | 1948               | Doug Christie      |                    |
| Southwest          | Dallas Mavericks       | Dallas, Texas                | American Airlines Center   | 19 200             | 1980               | 1980               | Jason Kidd         |                    |
| Southwest          | Houston Rockets        | Houston, Texas               | Toyota Center              | 18 055             | 1967*              | 1967*              | Ime Udoka          |                    |
| Southwest          | Memphis Grizzlies      | Memphis, Tennessee           | FedExForum                 | 17 794             | 1995*              | 1995*              | Tuomas Iisalo      |                    |
| Southwest          | New Orleans Pelicans   | New Orleans, Louisiana       | Smoothie King Center       | 18 659             | 2002*              | 2002*              | Willie Green       |                    |
| Southwest          | San Antonio Spurs      | San Antonio, Texas           | Frost Bank Center          | 18 418             | 1967*              | 1976               | Mitch Johnson      |                    |

Note:
- L'asterisco (*) denota una franchigia che nella sua storia è stata trasferita dalla città in cui è stata fondata.
- I Boston Celtics, i New York Knicks e i Philadelphia Warriors sono le uniche tre franchigie presenti in BAA nel 1946 ancora esistenti dopo il 1951 e che sono ancora attualmente presenti in NBA
- I Fort Wayne Pistons, i Minneapolis Lakers e i Rochester Royals entrarono tutte a far parte della BAA nel 1948 dalla NBL.
- I Syracuse Nationals e i Tri-Cities Blackhawks entrarono nella NBA nel 1949 come parte della fusione tra BAA e NBL.
- Gli Indiana Pacers, i New York Nets, i San Antonio Spurs, e i Denver Nuggets entrarono tutte a far parte della NBA nel 1976 come parte della fusione tra NBA e ABA.
- A causa dei danni causati dall'uragano Katrina all'arena, i New Orleans Hornets giocarono molta parte della stagione 2005-2006 a Oklahoma City. E lo stesso hanno fatto anche per la stagione 2006-2007. Gli Hornets sono tornati a New Orleans stabilmente dalla stagione 2007-2008. Oklahoma City ha avuto la propria squadra, i Thunder, a partire dalla stagione 2008-09, dopo la controversa rilocazione dei Seattle SuperSonics.
- I Toronto Raptors sono l'unica squadra canadese rimasta nella lega. I Vancouver Grizzlies si sono trasferiti a Memphis all'inizio della stagione 2001-02.
- A partire dalla stagione 2013-2014 i New Orleans Hornets hanno cambiato il loro nome in New Orleans Pelicans.
- I Charlotte Bobcats, a partire dalla stagione 2014-2015 sono diventati Charlotte Hornets dopo la delibera dell'NBA.

### Franchigie della BAA e NBA scomparse
- Anderson Packers dal 1949 al 1950;
- Baltimore Bullets dal 1947 al 1955;
- Chicago Stags dal 1946 al 1950;
- Cleveland Rebels dal 1946 al 1947;
- Detroit Falcons dal 1946 al 1947;
- Indianapolis Jets dal 1948 al 1949;
- Indianapolis Olympians dal 1949 al 1953;
- Pittsburgh Ironmen dal 1946 al 1947;
- Providence Steamrollers dal 1946 al 1949;
- Sheboygan Red Skins dal 1949 al 1950;
- St. Louis Bombers dal 1946 al 1950;
- Toronto Huskies dal 1946 al 1947;
- Washington Capitols dal 1946 al 1951;
- Waterloo Hawks dal 1949 al 1950.

### Le franchigie e il sistema sportivo nordamericano
Il sistema sportivo professionistico nordamericano è organicamente diverso da quello europeo e in generale del resto del mondo: le varie leghe professionistiche d'estrazione statunitense (tra le quali la NBA) non rispondono direttamente ad alcuna federazione sportiva nazionale e non considerano i concetti di retrocessione in serie minori e di promozione in serie maggiori.
Le squadre della NBA sono chiamate con il termine franchigie e hanno caratteristiche di estrema flessibilità per quanto concerne simbologia, colori e identità territoriale: esse infatti possono essere rilocate in altre città a totale discrezione della lega e/o degli investitori, perlopiù per motivazioni puramente commerciali. Se una squadra si sposta da una città a un'altra porta con sé tutta la sua storia: i titoli vinti, i numeri di maglia ritirati, il nome della franchigia e quant'altro. A meno che non si crei una nuova franchigia o qualcuna cessi l'attività (volontariamente o per fallimento), le squadre concorrenti sono sempre le stesse stagione dopo stagione.
L'assemblea deputata a prendere tutte le decisioni riguardanti la gestione della lega (ivi compresa l'eventuale espansione) è il NBA Board of Governors. Il trasferimento in altra sede di una franchigia già esistente o l'istituzione di un expansion team (ossia una nuova franchigia) viene pianificato a tavolino, prendendo in considerazione parametri come la posizione della città, il numero di abitanti, la grandezza dell'impianto sportivo destinato a ospitare le gare interne (anche se solo progettato): il discrimine è pertanto la stima del valore del mercato di quella città e i benefici che una squadra potrebbe portare alla lega.
Un esempio di expansion team della lega fu l'entrata dei Charlotte Bobcats nel 2004, che furono la 30ª franchigia della NBA: la città di Charlotte aveva già avuto una squadra fino al 2002 (i Charlotte Hornets, poi spostati a New Orleans su richiesta della proprietà) e la lega si risolse a renderle una franchigia allorché venne a conoscenza di un progetto per la costruzione di una nuova moderna arena entro due anni, nonché tenendo conto della grande passione per la pallacanestro degli abitanti della Carolina del Nord.
Da ultimo, come accade nella maggior parte delle leghe americane, è bene sottolineare che la NBA adotta un ordine del fattore campo invertito rispetto ai criteri europei: nell'elencare le squadre che giocano una partita, il primo nome indica la squadra in trasferta, mentre il secondo la squadra in casa.

## Organizzazione
Il campionato NBA si suddivide in tre fasi che portano all'assegnazione del titolo di campioni NBA: la regular season, i playoff e le finali.

### Regular season

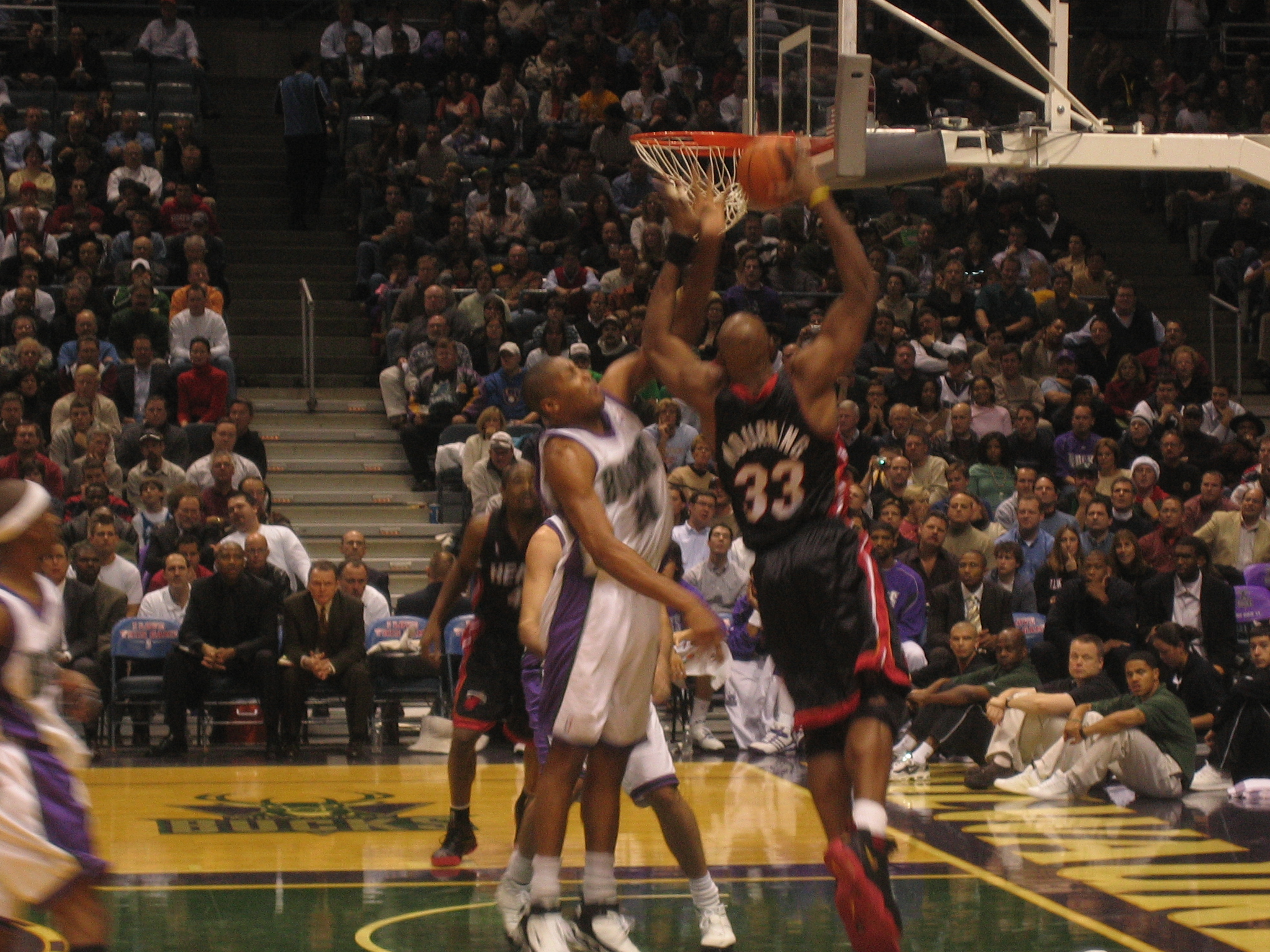
Un'azione durante un incontro di regular season tra i Miami Heat e i Milwaukee Bucks

La regular season della NBA inizia nell'ultima settimana del mese di ottobre, dopo che le squadre hanno affrontato tra metà settembre e metà ottobre il training camp e la pre-season. Durante il training camp gli allenatori delle squadre possono valutare i rookie, preparare i giocatori alla rigorosa e lunga regular season e infine scegliere la rosa dei 12 giocatori con cui iniziare a giocare e i 3 giocatori da inserire nella lista degli inattivi. Inoltre le squadre hanno la possibilità di assegnare giocatori con meno di due anni di esperienza NBA alla propria squadra affiliata nella NBA G League. Concluso il training camp, le squadre sostengono 7 partite di esibizione contro altre squadre della lega. Concluse anche le partite di pre-season, inizia il campionato.
Ognuna delle 30 squadre della NBA si scontra nell'arco della stagione:
- 4 volte con le 4 squadre della propria division (16 partite);
- 4 volte con 6 squadre delle altre due division della propria conference (24 partite);
- 3 volte con le altre 4 squadre delle due division della propria conference (12 partite);
- 2 volte con le squadre dell'altra conference (30 partite);

Per un totale, diviso tra partite in casa e trasferta, di 82 partite.
A febbraio la lega celebra l'annuale NBA All-Star Game, evento che si sviluppa in un intero week-end (NBA All-Star Weekend). È questo uno dei più grandi eventi organizzati dalla lega durante la stagione regolare, ed è anche un'occasione per concedere una pausa ai giocatori che non partecipano all'evento e rappresenta per le dirigenze delle squadre l'ultima opportunità di scambiare giocatori sul mercato, visto che la scadenza per le contrattazioni viene fissata in genere subito dopo la fine dell'All-Star Weekend.
Alla metà del mese di aprile la stagione regolare finisce e cominciano le votazioni per i riconoscimenti annuali a giocatori, allenatori e general manager. Ma dopo una settimana di riposo cominciano i Playoff NBA, che decreteranno i due contendenti al titolo NBA.

### Playoff NBA

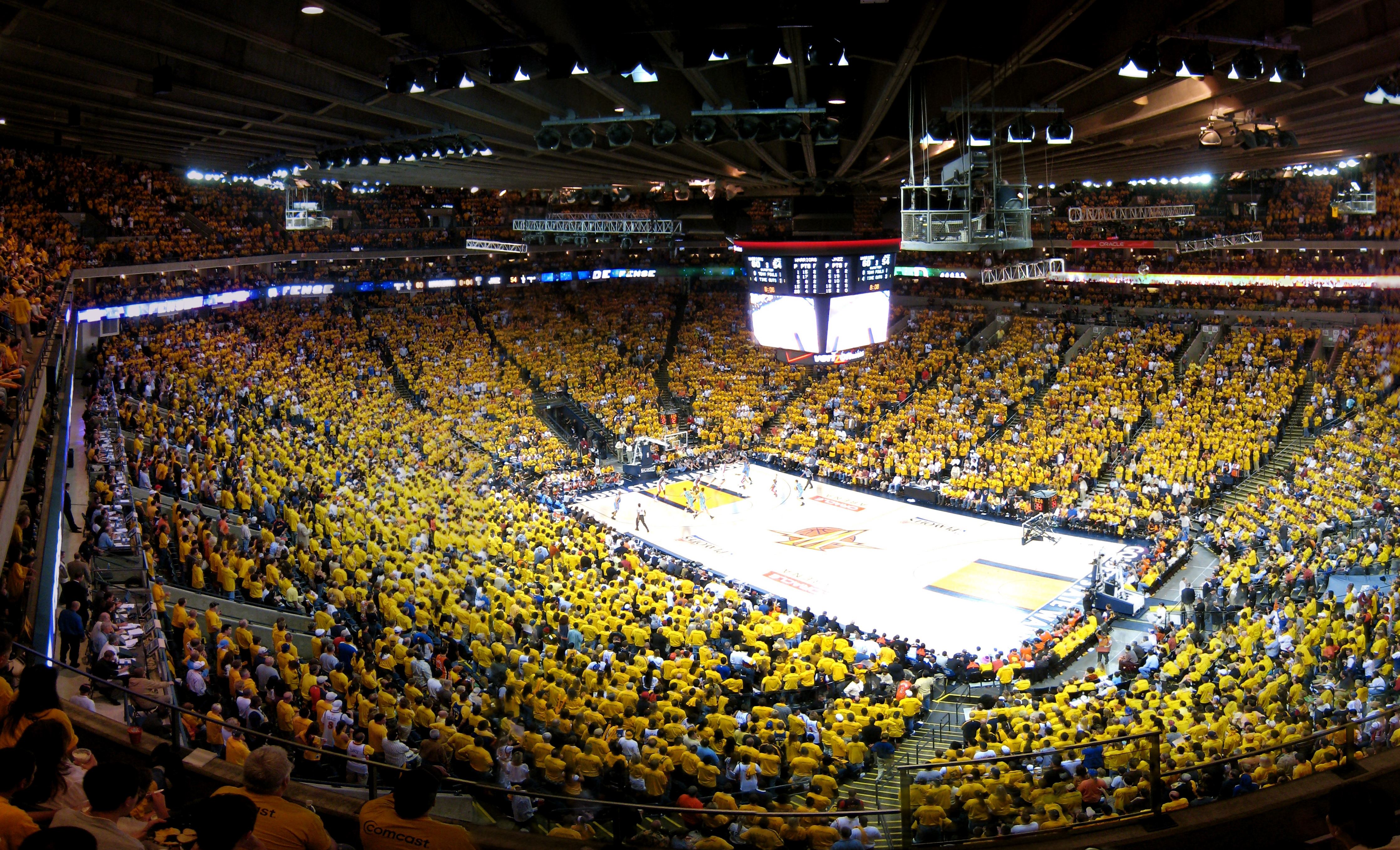
La Oracle Arena durante la partita di playoff tra i Golden State Warriors e gli Utah Jazz

I playoff della NBA iniziano a cavallo tra i mesi di aprile e maggio, e vedono scontrarsi le prime 8 squadre di ogni conference (east/west coast). In base alla posizione in classifica, e quindi al bilancio di vittorie e sconfitte nella stagione regolare, le squadre con il miglior bottino rispetto alle avversarie hanno il privilegio di disputare le prime due partite della serie in casa, come anche le eventuali gara 5 e gara 7 che possono essere le gare chiave per chiudere una serie al meglio delle sette (quattro successi per vincere la serie). Dalla stagione 2006-2007, ai campioni di division e alla miglior seconda delle division, vengono assegnati i primi 4 posti in classifica nella conference e i restanti 4 sono stabiliti in base al numero di vittorie e di sconfitte a prescindere dalla posizione nelle division.
Al primo round la 1ª classificata di ogni conference affronta l'8ª, la 2ª la 7ª, la 3ª la 6ª e la 4ª la 5ª; le vincenti delle serie accedono al secondo round, fino ad arrivare alle NBA Conference Finals, che decretano i campioni delle rispettive conference e le due squadre che si vedranno opposte alle finali per il titolo.

### Finali NBA
Le finali NBA sono l'evento conclusivo della stagione NBA giocata. I campioni della Eastern Conference e della Western Conference si affrontano in una serie finale sempre al meglio delle sette partite. Nelle finali NBA la squadra che ha il miglior record disputerà in casa le prime due gare, come anche le eventuali gara 5 e gara 7 decisive per vincere il titolo.
Alla fine della serie finale la squadra vincente diventa campione NBA, e le viene assegnato il Larry O'Brien Championship Trophy, il trofeo NBA, e il miglior giocatore della serie finale conquista il premio di MVP (Most Valuable Player) delle Finals, il Bill Russell Trophy.

## Albo d'oro del campionato NBA
In grassetto la squadra diventata campione NBA.
| Edizione                                | Stagione  | Vincitore              | Campioni Western Division (Playoffs)/Conference | Serie | Campioni Eastern Division (Playoffs)/Conference | Miglior record nella Stagione |
| Basketball Association of America (BAA) |           |                        |                                                 |       |                                                 |                               |
| 1                                       | 1946-1947 | Philad. Warriors       | Chicago Stags                                   | 1–4   | Philad. Warriors                                | Wash. Capitols (49-22)        |
| 2                                       | 1947-1948 | Baltimore Bullets      | Baltimore Bullets                               | 4–2   | Philad. Warriors                                | St. Louis Bombers (29-19)     |
| 3                                       | 1948-1949 | Minneapolis Lakers     | Minneapolis Lakers                              | 4–2   | Wash. Capitols                                  | Rochester Royals (45-15)      |
| National Basketball Association (NBA)   |           |                        |                                                 |       |                                                 |                               |
| 4                                       | 1949-1950 | Minneapolis Lakers (2) | Minneapolis Lakers                              | 4–2   | Syracuse Nationals                              | Syracuse Nationals (51-13)    |
| 5                                       | 1950-1951 | Rochester Royals       | Rochester Royals                                | 4–3   | N.Y. Knicks                                     | Minneapolis Lakers (44-24)    |
| 6                                       | 1951-1952 | Minneapolis Lakers (3) | Minneapolis Lakers                              | 4–3   | N.Y. Knicks                                     | Rochester Royals (41-25)      |
| 7                                       | 1952-1953 | Minneapolis Lakers (4) | Minneapolis Lakers                              | 4–1   | N.Y. Knicks                                     | Minneapolis Lakers (48-22)    |
| 8                                       | 1953-1954 | Minneapolis Lakers (5) | Minneapolis Lakers                              | 4–3   | Syracuse Nationals                              | Minneapolis Lakers (46-26)    |
| 9                                       | 1954-1955 | Syracuse Nationals     | Ft. Wayne Pistons                               | 3–4   | Syracuse Nationals                              | Syracuse Nationals (43-29)    |
| 10                                      | 1955-1956 | Philad. Warriors (2)   | Ft. Wayne Pistons                               | 1–4   | Philad. Warriors                                | Philad. Warriors (45-27)      |
| 11                                      | 1956-1957 | Boston Celtics         | St. Louis Hawks                                 | 3–4   | Boston Celtics                                  | Boston Celtics (44-28)        |
| 12                                      | 1957-1958 | St. Louis Hawks        | St. Louis Hawks                                 | 4–2   | Boston Celtics                                  | Boston Celtics (49-23)        |
| 13                                      | 1958-1959 | Boston Celtics (2)     | Minneapolis Lakers                              | 0–4   | Boston Celtics                                  | Boston Celtics (52-20)        |
| 14                                      | 1959-1960 | Boston Celtics (3)     | St. Louis Hawks                                 | 3–4   | Boston Celtics                                  | Boston Celtics (59-16)        |
| 15                                      | 1960-1961 | Boston Celtics (4)     | St. Louis Hawks                                 | 1–4   | Boston Celtics                                  | Boston Celtics (57-22)        |
| 16                                      | 1961-1962 | Boston Celtics (5)     | L.A. Lakers                                     | 3–4   | Boston Celtics                                  | Boston Celtics (60-20)        |
| 17                                      | 1962-1963 | Boston Celtics (6)     | L.A. Lakers                                     | 2–4   | Boston Celtics                                  | Boston Celtics (58-22)        |
| 18                                      | 1963-1964 | Boston Celtics (7)     | S.F. Warriors                                   | 1–4   | Boston Celtics                                  | Boston Celtics (59-21)        |
| 19                                      | 1964-1965 | Boston Celtics (8)     | L.A. Lakers                                     | 1–4   | Boston Celtics                                  | Boston Celtics (62-18)        |
| 20                                      | 1965-1966 | Boston Celtics (9)     | L.A. Lakers                                     | 3–4   | Boston Celtics                                  | Philadelphia 76ers (55-25)    |
| 21                                      | 1966-1967 | Philadelphia 76ers (2) | S.F. Warriors                                   | 2–4   | Philadelphia 76ers                              | Philadelphia 76ers (68-13)    |
| 22                                      | 1967-1968 | Boston Celtics (10)    | L.A. Lakers                                     | 2–4   | Boston Celtics                                  | Philadelphia 76ers (62-20)    |
| 23                                      | 1968-1969 | Boston Celtics (11)    | L.A. Lakers                                     | 3–4   | Boston Celtics                                  | Baltimore Bullets (57-25)     |
| 24                                      | 1969-1970 | N.Y. Knicks            | L.A. Lakers                                     | 3–4   | N.Y. Knicks                                     | N.Y. Knicks (60-22)           |
| 25                                      | 1970-1971 | Milwaukee Bucks        | Milwaukee Bucks                                 | 4–0   | Baltimore Bullets                               | Milwaukee Bucks (66-16)       |
| 26                                      | 1971-1972 | L.A. Lakers (6)        | L.A. Lakers                                     | 4–1   | N.Y. Knicks                                     | L.A. Lakers (69-13)           |
| 27                                      | 1972-1973 | N.Y. Knicks (2)        | L.A. Lakers                                     | 1–4   | N.Y. Knicks                                     | Boston Celtics (68-14)        |
| 28                                      | 1973-1974 | Boston Celtics (12)    | Milwaukee Bucks                                 | 3–4   | Boston Celtics                                  | Milwaukee Bucks (59-23)       |
| 29                                      | 1974-1975 | G.S. Warriors (3)      | G.S. Warriors                                   | 4–0   | Washington Bullets                              | Boston Celtics (60-22)        |
| 30                                      | 1975-1976 | Boston Celtics (13)    | Phoenix Suns                                    | 2–4   | Boston Celtics                                  | G.S. Warriors (59-23)         |
| 31                                      | 1976-1977 | Portland T. Blazers    | Portland T. Blazers                             | 4–2   | Philadelphia 76ers                              | L.A. Lakers (53-29)           |
| 32                                      | 1977-1978 | Washington Bullets     | Seattle S.Sonics                                | 3–4   | Washington Bullets                              | Portland T. Blazers (58-24)   |
| 33                                      | 1978-1979 | Seattle S.Sonics       | Seattle S.Sonics                                | 4–1   | Washington Bullets                              | Washington Bullets (54-28)    |
| 34                                      | 1979-1980 | L.A. Lakers (7)        | L.A. Lakers                                     | 4–2   | Philadelphia 76ers                              | Boston Celtics (61-21)        |
| 35                                      | 1980-1981 | Boston Celtics (14)    | Houston Rockets                                 | 2–4   | Boston Celtics                                  | Boston Celtics (62-20)        |
| 36                                      | 1981-1982 | L.A. Lakers (8)        | L.A. Lakers                                     | 4–2   | Philadelphia 76ers                              | Boston Celtics (63-19)        |
| 37                                      | 1982-1983 | Philadelphia 76ers (3) | L.A. Lakers                                     | 0–4   | Philadelphia 76ers                              | Philadelphia 76ers (65-17)    |
| 38                                      | 1983-1984 | Boston Celtics (15)    | L.A. Lakers                                     | 3–4   | Boston Celtics                                  | Boston Celtics (62-20)        |
| 39                                      | 1984-1985 | L.A. Lakers (9)        | L.A. Lakers                                     | 4–2   | Boston Celtics                                  | Boston Celtics (63-19)        |
| 40                                      | 1985-1986 | Boston Celtics (16)    | Houston Rockets                                 | 2–4   | Boston Celtics                                  | Boston Celtics (67-15)        |
| 41                                      | 1986-1987 | L.A. Lakers (10)       | L.A. Lakers                                     | 4–2   | Boston Celtics                                  | L.A. Lakers (65-17)           |
| 42                                      | 1987-1988 | L.A. Lakers (11)       | L.A. Lakers                                     | 4–3   | Detroit Pistons                                 | L.A. Lakers (62-20)           |
| 43                                      | 1988-1989 | Detroit Pistons        | L.A. Lakers                                     | 0–4   | Detroit Pistons                                 | Detroit Pistons (63-19)       |
| 44                                      | 1989-1990 | Detroit Pistons (2)    | Portland T. Blazers                             | 1–4   | Detroit Pistons                                 | L.A. Lakers (63-19)           |
| 45                                      | 1990-1991 | Chicago Bulls          | L.A. Lakers                                     | 1–4   | Chicago Bulls                                   | Portland T. Blazers (63-19)   |
| 46                                      | 1991-1992 | Chicago Bulls (2)      | Portland T. Blazers                             | 2–4   | Chicago Bulls                                   | Chicago Bulls (67-15)         |
| 47                                      | 1992-1993 | Chicago Bulls (3)      | Phoenix Suns                                    | 2–4   | Chicago Bulls                                   | Phoenix Suns (62-20)          |
| 48                                      | 1993-1994 | Houston Rockets        | Houston Rockets                                 | 4–3   | N.Y. Knicks                                     | Seattle S.Sonics (63-19)      |
| 49                                      | 1994-1995 | Houston Rockets (2)    | Houston Rockets                                 | 4–0   | Orlando Magic                                   | San Antonio Spurs (62-20)     |
| 50                                      | 1995-1996 | Chicago Bulls (4)      | Seattle S.Sonics                                | 2–4   | Chicago Bulls                                   | Chicago Bulls (72-10)         |
| 51                                      | 1996-1997 | Chicago Bulls (5)      | Utah Jazz                                       | 2–4   | Chicago Bulls                                   | Chicago Bulls (69-13)         |
| 52                                      | 1997-1998 | Chicago Bulls (6)      | Utah Jazz                                       | 2–4   | Chicago Bulls                                   | Utah Jazz (62-20)             |
| 53                                      | 1998-1999 | San Antonio Spurs      | San Antonio Spurs                               | 4–1   | N.Y. Knicks                                     | San Antonio Spurs (37-13)     |
| 54                                      | 1999-2000 | L.A. Lakers (12)       | L.A. Lakers                                     | 4–2   | Indiana Pacers                                  | L.A. Lakers (67-15)           |
| 55                                      | 2000-2001 | L.A. Lakers (13)       | L.A. Lakers                                     | 4–1   | Philadelphia 76ers                              | San Antonio Spurs (58-24)     |
| 56                                      | 2001-2002 | L.A. Lakers (14)       | L.A. Lakers                                     | 4–0   | N.J. Nets                                       | Sacramento Kings (61-21)      |
| 57                                      | 2002-2003 | San Antonio Spurs (2)  | San Antonio Spurs                               | 4–2   | N.J. Nets                                       | San Antonio Spurs (60-22)     |
| 58                                      | 2003-2004 | Detroit Pistons (3)    | L.A. Lakers                                     | 1–4   | Detroit Pistons                                 | Indiana Pacers (61-21)        |
| 59                                      | 2004-2005 | San Antonio Spurs (3)  | San Antonio Spurs                               | 4–3   | Detroit Pistons                                 | Phoenix Suns (62-20)          |
| 60                                      | 2005-2006 | Miami Heat             | Dallas Mavericks                                | 2–4   | Miami Heat                                      | Detroit Pistons (64-18)       |
| 61                                      | 2006-2007 | San Antonio Spurs (4)  | San Antonio Spurs                               | 4–0   | Cleveland Cavaliers                             | Dallas Mavericks (67-15)      |
| 62                                      | 2007-2008 | Boston Celtics (17)    | L.A. Lakers                                     | 2–4   | Boston Celtics                                  | Boston Celtics (66-16)        |
| 63                                      | 2008-2009 | L.A. Lakers (15)       | L.A. Lakers                                     | 4–1   | Orlando Magic                                   | Cleveland Cavaliers (66-16)   |
| 64                                      | 2009-2010 | L.A. Lakers (16)       | L.A. Lakers                                     | 4–3   | Boston Celtics                                  | Cleveland Cavaliers (61-21)   |
| 65                                      | 2010-2011 | Dallas Mavericks       | Dallas Mavericks                                | 4–2   | Miami Heat                                      | Chicago Bulls (62-20)         |
| 66                                      | 2011-2012 | Miami Heat (2)         | Oklahoma Thunder                                | 1–4   | Miami Heat                                      | Chicago Bulls (50-16)         |
| 67                                      | 2012-2013 | Miami Heat (3)         | San Antonio Spurs                               | 3–4   | Miami Heat                                      | Miami Heat (66-16)            |
| 68                                      | 2013-2014 | San Antonio Spurs (5)  | San Antonio Spurs                               | 4–1   | Miami Heat                                      | San Antonio Spurs (62-20)     |
| 69                                      | 2014-2015 | G.S. Warriors (4)      | G.S. Warriors                                   | 4–2   | Cleveland Cavaliers                             | G.S. Warriors (67-15)         |
| 70                                      | 2015-2016 | Cleveland Cavaliers    | G.S. Warriors                                   | 3–4   | Cleveland Cavaliers                             | G.S. Warriors (73-9)          |
| 71                                      | 2016-2017 | G.S. Warriors (5)      | G.S. Warriors                                   | 4–1   | Cleveland Cavaliers                             | G.S. Warriors (67-15)         |
| 72                                      | 2017-2018 | G.S. Warriors (6)      | G.S. Warriors                                   | 4–0   | Cleveland Cavaliers                             | Houston Rockets (65-17)       |
| 73                                      | 2018-2019 | Toronto Raptors        | G.S. Warriors                                   | 2–4   | Toronto Raptors                                 | Milwaukee Bucks (60-22)       |
| 74                                      | 2019-2020 | L.A. Lakers (17)       | L.A. Lakers                                     | 4–2   | Miami Heat                                      | Milwaukee Bucks (56-17)       |
| 75                                      | 2020-2021 | Milwaukee Bucks (2)    | Phoenix Suns                                    | 2–4   | Milwaukee Bucks                                 | Utah Jazz (52-20)             |
| 76                                      | 2021-2022 | G.S. Warriors (7)      | G.S. Warriors                                   | 4–2   | Boston Celtics                                  | Phoenix Suns (64-18)          |
| 77                                      | 2022-2023 | Denver Nuggets         | Denver Nuggets                                  | 4–1   | Miami Heat                                      | Milwaukee Bucks (58-24)       |
| 78                                      | 2023-2024 | Boston Celtics (18)    | Dallas Mavericks                                | 1–4   | Boston Celtics                                  | Boston Celtics (64-18)        |
| 79                                      | 2024-2025 | Oklahoma Thunder       | Oklahoma Thunder                                | 4-3   | Indiana Pacers                                  | Oklahoma Thunder (68-14)      |

### Titoli BAA/NBA vinti per franchigie
| Titoli | Franchigia          | Città                                          | Anni |
| ------ | ------------------- | ---------------------------------------------- | --- |
| 18     | Boston Celtics      | Boston                                         | 1957, 1959, 1960, 1961, 1962, 1963, 1964, 1965, 1966, 1968, 1969, 1974, 1976, 1981, 1984, 1986, 2008, 2024 |
| 17     | L.A. Lakers         | 5 a Minneapolis, 12 a Los Angeles              | 1949, 1950, 1952, 1953, 1954, 1972, 1980, 1982, 1985, 1987, 1988, 2000, 2001, 2002, 2009, 2010, 2020       |
| 7      | G.S. Warriors       | 2 a Filadelfia, 4 a Oakland, 1 a San Francisco | 1947, 1956, 1975, 2015, 2017, 2018, 2022                                                                   |
| 6      | Chicago Bulls       | Chicago                                        | 1991, 1992, 1993, 1996, 1997, 1998                                                                         |
| 5      | San Antonio Spurs   | San Antonio                                    | 1999, 2003, 2005, 2007, 2014                                                                               |
| 3      | Philadelphia 76ers  | 1 a Syracuse, 2 a Filadelfia                   | 1955, 1967, 1983                                                                                           |
| 3      | Detroit Pistons     | Detroit                                        | 1989, 1990, 2004                                                                                           |
| 3      | Miami Heat          | Miami                                          | 2006, 2012, 2013                                                                                           |
| 2      | N.Y. Knicks         | New York                                       | 1970, 1973                                                                                                 |
| 2      | Houston Rockets     | Houston                                        | 1994, 1995                                                                                                 |
| 2      | Milwaukee Bucks     | Milwaukee                                      | 1971, 2021                                                                                                 |
| 2      | Seattle S.Sonics    | Seattle/Oklahoma City                          | 1979, 2025                                                                                                 |
| 1      | Baltimore Bullets   | Baltimora                                      | 1948 |
| 1      | Rochester Royals    | Rochester                                      | 1951 |
| 1      | St. Louis Hawks     | St. Louis                                      | 1958 |
| 1      | Portland T. Blazers | Portland                                       | 1977 |
| 1      | Washington Bullets  | Washington                                     | 1978 |
| 1      | Dallas Mavericks    | Dallas                                         | 2011 |
| 1      | Cleveland Cavaliers | Cleveland                                      | 2016 |
| 1      | Toronto Raptors     | Toronto                                        | 2019 |
| 1      | Denver Nuggets      | Denver                                         | 2023 |

## Regole di scelta e mercato dei giocatori
Per quanto riguarda le regolamentazioni sulla scelta dei giocatori entranti nella lega, gli stipendi, e il mercato dei giocatori, la NBA ha regole ferree.

### Draft NBA

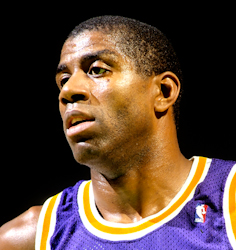
Magic Johnson, prima scelta al Draft del 1979

Il sistema sportivo americano è profondamente e radicalmente differente da ogni altro sistema sportivo del mondo. Questo poiché la crescita e lo sviluppo degli atleti di qualsiasi disciplina sportiva, negli Stati Uniti, viene affidata alle cure delle scuole superiori (high school), e delle università (college), e non ai settori giovanili delle squadre di categoria come avviene per esempio in Europa. Con questo sistema gli atleti una volta finita la scuola superiore o l'università non hanno società di riferimento, e quindi per entrare nelle più prestigiose leghe professionistiche nordamericane devono iscriversi ai cosiddetti Draft.
La NBA annualmente organizza nell'ultima settimana di giugno, subito dopo la conclusione delle Finali NBA, i Draft NBA, attraverso cui le squadre della lega possono scegliere i giocatori più promettenti della pallacanestro statunitense e mondiale.
Alcune settimane prima del Draft la NBA, attraverso la Draft Lottery, stila la lista delle prime 14 squadre che avranno la precedenza nella scelta, e quindi la possibilità di accaparrarsi i migliori giocatori. Queste 14 squadre sono le escluse dai Playoff, e in base al record di vittorie e sconfitte, le peggiori squadre avranno maggiori probabilità nel sorteggio che sancisce l'ordine di scelta.
In questo modo le squadre che non brillano da tempo in campionato, possono avere l'opportunità di scegliere giocatori che potrebbero cambiare, in un'ottica di breve o lungo periodo, le sorti della franchigia.
Le restanti 16 squadre vengono aggiunte, in base alla classifica finale, a conclusione delle NBA Finals.

### Mercato NBA
Il mercato dei giocatori della NBA si apre a luglio, quando le squadre possono solo scambiare giocatori con altre squadre, senza però far firmare contratti ai cosiddetti free-agent, giocatori che sono stati svincolati dalla propria squadra o il cui contratto è scaduto, e sono quindi liberi di scegliere l'offerta che preferiscono.
La possibilità di ingaggiare free-agent scatta in genere verso l'11 luglio. Ci sono due tipi di free-agent: restricted-free-agent, che sono i giocatori che hanno ricevuto un'offerta dalla precedente squadra, e unrestricted-free-agent, che sono invece liberi da ogni vincolo con la precedente squadra.
Il mercato si chiude dopo la pausa per l'All-Star Game a febbraio; da quel momento i roster delle squadre devono rimanere immutati fino alla conclusione della stagione.

### Salary Cap
Il Salary Cap (Tetto salariale) è un sistema utilizzato negli USA per regolamentare il giro di denaro nelle leghe professionistiche sportive, che decreta qual è l'ammontare di denaro totale che ogni squadra può pagare per gli stipendi dei propri giocatori. Per la stagione 2022-2023 il cap è fissato a 123,655 milioni di dollari.
Nonostante in apparenza possa sembrare un concetto banale e semplice, il Salary Cap della NBA è estremamente complesso e contiene numerose regole complementari. Ad esempio la regola della Luxury Tax sancisce che le squadre che superano il tetto salariale di una certa somma di denaro siano obbligate a pagare alla lega il corrispondente di questa somma, che verrà poi distribuito dalla lega stessa alle squadre che non lo superano.

## NBA G League: la lega di sviluppo

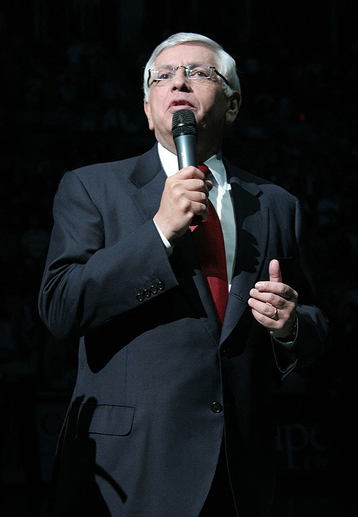
David Stern

Nel 2001, la NBA ha deciso di occuparsi di tutti quei giocatori che non riescono ad entrare attraverso la porta dei Draft, o che non trovano un posto nelle trenta franchigie del campionato, e di dar loro un'occasione per giocare a buon livello e di essere visti e seguiti dai dirigenti e manager delle franchigie NBA.
Così nel 2001 venne fondata la National Basketball Development League (NBDL), che dal 2005 in poi ha assunto il nome di NBA Development League (NBA D-League) e, venne rinominata NBA G-league nel 2017 in seguito a un accordo con gatorade. Infatti ognuna delle ventisette squadre che vi fanno parte, sono affiliate ad una o a più franchigie NBA, che possono mettere sotto contratto i giocatori che si sono messi in luce; in essa si sperimentano anche nuove regole di gioco.

## Persone importanti

### Presidenti e Commissari della NBA
- Maurice Podoloff, Presidente dal 1946 al 1963;
- Walter Kennedy, Presidente dal 1963 al 1967 e Commissario dal 1967 al 1975;
- Larry O'Brien, Commissario dal 1975 al 1984;
- David Stern, Commissario dal 1984 al 2014;
- Adam Silver, Commissario dal 2014.

### Giocatori
- Elenco di giocatori della National Basketball Association

### Allenatori
- Elenco degli allenatori della National Basketball Association

## Record
In grassetto i giocatori ancora in attività.

### Record realizzati in carriera in NBA

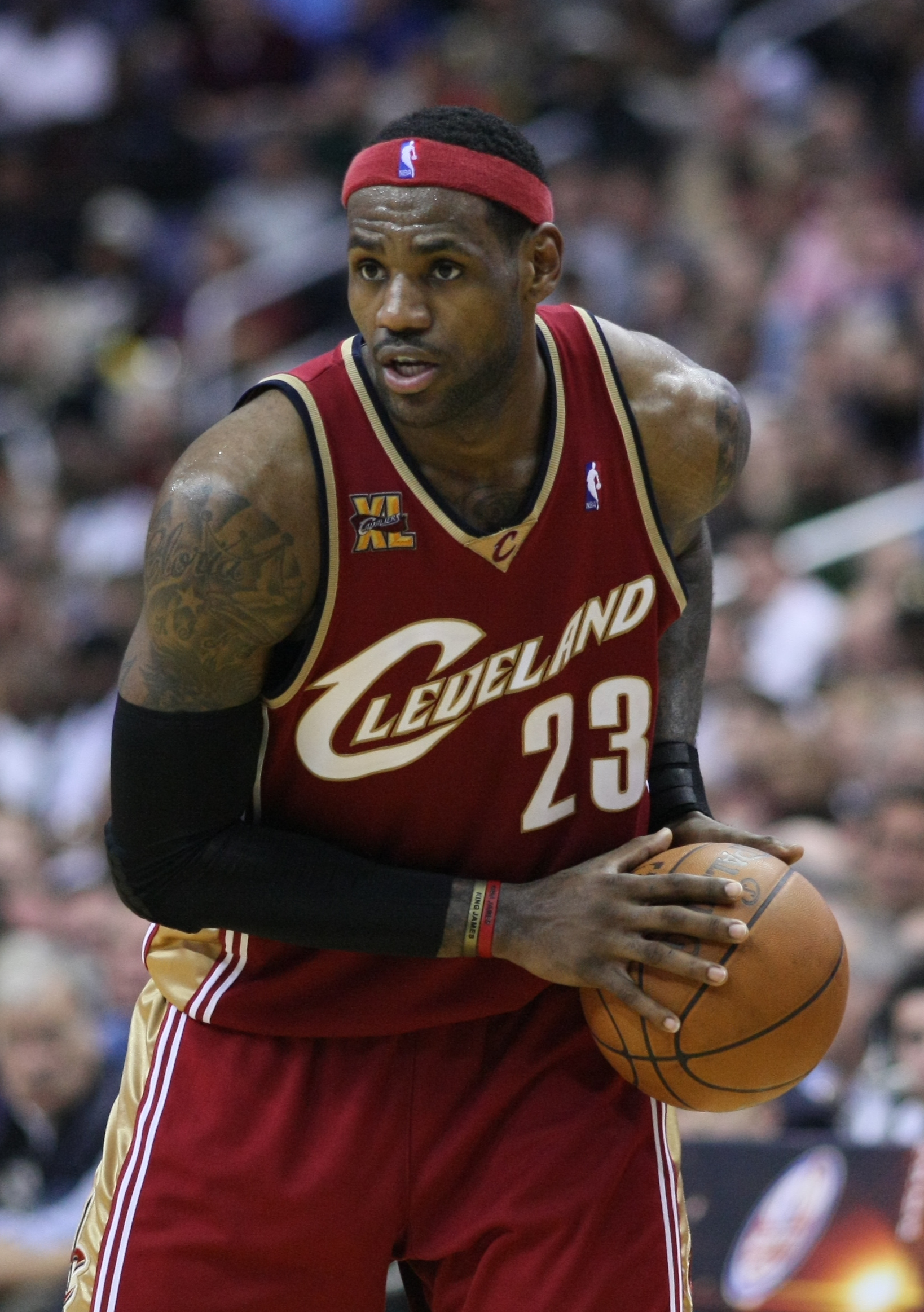
Lebron James

- Punti: LeBron James (42184) (conteggiati dalla stagione BAA 1946-1947);
- Assist: John Stockton (15806) (conteggiati dalla stagione BAA 1946-1947);
- Rimbalzi: Wilt Chamberlain (23924) (conteggiati dalla stagione NBA 1950-1951);
- Rimbalzi Difensivi: Kevin Garnett (11453) (conteggiati dalla stagione NBA 1973-1974);
- Rimbalzi Offensivi: Moses Malone (6731) (conteggiati dalla stagione NBA 1973-1974);
- Stoppate: Hakeem Olajuwon (3830) (conteggiate dalla stagione NBA 1973-1974);
- Recuperi: John Stockton (3265) (conteggiati dalla stagione NBA 1973-1974);
- Tiri da 3 punti segnati: Steph Curry (4058) (dall'introduzione del tiro da 3 punti in NBA stagione 1979-1980);
- Tiri liberi segnati: Karl Malone (9787) (conteggiati dalla stagione BAA 1946-1947).

### Record in una singola partita di Regular Season NBA
- Punti: 100 Wilt Chamberlain (2 Marzo 1962)
- Rimbalzi Totali: 55 Wilt Chamberlain (24 Novembre 1960)
- Rimbalzi Difensivi: 29 Kareem Abdul-Jabbar (14 Dicembre 1975)
- Rimbalzi Offensivi: 21 Moses Malone (11 Febbraio 1982)
- Assist: 30 Scott Skiles (30 Dicembre 1990)
- Palle rubate: 11 Larry Kenon (26 Dicembre 1976) - 11 Kendall Gill (3 Aprile 1999)
- Stoppate: 23 Wilt Chamberlain (25 Dicembre 1968) (non ufficiale) - 17 Elmore Smith (28 Ottobre 1973) (ufficiale)
- Tiri da 3 punti segnati: 14 Klay Thompson (29 Ottobre 2018)
- Tiri liberi segnati: 28 Wilt Chamberlain (2 Marzo 1962) - 28 Adrian Dantley (4 Gennaio 1984)

### Record in una singola partita di Playoff NBA
- Punti: 63 Michael Jordan (20 Aprile 1986)
- Rimbalzi Totali: 41 Wilt Chamberlain (5 Aprile 1967)
- Rimbalzi Difensivi: 20 Dave Cowens (2 volte) - 20 Bill Walton (2 volte) - 20 Tim Duncan (2 volte) - 20 Kevin Garnett (2 volte) - 20 Giannīs Antetokounmpo (19 Maggio 2019)
- Rimbalzi Offensivi: 15 Moses Malone (21 Aprile 1977)
- Assist: 24 Magic Johnson (15 Maggio 1984) - 24 John Stockton (17 Maggio 1988)
- Palle rubate: 10 Allen Iverson (13 Maggio 1999)
- Stoppate: 10 Mark Eaton (26 Aprile 1985) - 10 Hakeem Olajuwon (29 Aprile 1990) - 10 Andrew Bynum (29 Aprile 2012)
- Tiri da 3 punti segnati: 12 Damian Lillard (2 Giugno 2021)
- Tiri liberi segnati: 30 Bob Cousy (21 Marzo 1953)

## Premi annuali e onorificenze
- Larry O'Brien Championship Trophy
- Walter A. Brown Trophy
- Maurice Podoloff Trophy
- NBA Most Valuable Player Award
- Bill Russell NBA Finals Most Valuable Player Award
- NBA Rookie of the Year Award
- NBA Sixth Man of the Year Award
- NBA Defensive Player of the Year Award
- NBA Most Improved Player Award
- NBA Clutch Player of the Year Award
- NBA Coach of the Year Award
- NBA Executive of the Year Award
- NBA Sportsmanship Award
- NBA Teammate of the Year Award
- NBA Hustle Award
- All-NBA Team
- NBA All-Defensive Team
- NBA All-Rookie Team
- NBA Western Conference Finals MVP
- NBA Eastern Conference Finals MVP
- Migliori marcatori stagionali della NBA
- Migliori rimbalzisti stagionali della NBA
- Assist leader stagionali della NBA
- Leader stagionali NBA in palle rubate
- Migliori stoppatori stagionali della NBA

## Codice di abbigliamento
Il 17 ottobre 2005 David Stern, commissario NBA, approvò un codice di abbigliamento obbligatorio per tutti i giocatori NBA e NBDL. Questo fu un atto degno di nota perché l'NBA divenne così la prima lega sportiva nordamericana che impose regole all'abbigliamento degli atleti.
Il codice decise che tutti i giocatori debbano vestire in modo elegante o comunque presentabile quando si recano alle partite. Esso bandisce anche diversi tipi di vestiti associabili alla cultura hip hop. Nonostante ciò, ad oggi, molte superstar NBA fanno sfoggio di abbigliamenti eccentrici e di accessori sfarzosi nonché di vestiti che possono essere associati anche alla cultura hip hop.

## Sponsor e fornitori tecnici
Dalla stagione 2017-18 ogni squadra può inserire uno sponsor sulla parte superiore sinistra della divisa in un'area non superiore a 6,3 centimetri di lunghezza e larghezza. Ogni team può stringere accordi commerciali senza alcuna limitazione.
Per quanto riguarda i fornitori del materiale tecnico, a partire dagli anni '80 è scelto dalla Lega e adottato da tutte le squadre. L'attuale fornitore tecnico è Nike, il primo a poter inserire il proprio marchio sulla divisa da gioco a partire sempre dalla stagione 2017-18.
- 1980-1989 Sand-Knit
- 1989-1997 Champion
- 1997-2000 Champion, Nike, Starter
- 2000-2001 Champion, Nike, Puma
- 2000-2004 Champion, Nike, Reebok
- 2004-2006 Reebok
- 2006-2017 Adidas
- 2017-attuale Nike